# Cathédrale Notre-Dame-de-l'Assomption de Clermont
Cette  cathédrale n’est pas la seule cathédrale Notre-Dame-de-l'Assomption.
La cathédrale Notre-Dame-de-l'Assomption de Clermont est une cathédrale gothique située à Clermont-Ferrand. Elle a été édifiée à partir de 1248 au centre de la ville de Clermont, la capitale historique de l'Auvergne. Elle a remplacé une cathédrale romane située au même endroit qui elle-même avait été précédée par deux autres sanctuaires chrétiens. Son patronage initial est celui de saint-Vital et saint-Agricol. La majeure partie de la construction actuelle date de la seconde moitié du XIIIe siècle, c'est le premier exemple d'utilisation en architecture de la pierre de Volvic. La façade occidentale et d'autres rénovations ont été effectuées par Eugène Viollet-le-Duc au cours de la seconde moitié du XIXe siècle.
La cathédrale est construite au sommet de la butte centrale qui forme le centre ancien de Clermont-Ferrand. Elle se trouve au carrefour des différentes rues et places de l'époque médiévale reprenant le tracé de la ville fortifiée du IIIe siècle. Le parvis méridional donne sur la place de la Victoire, au centre de laquelle se trouve la statue du pape Urbain II qui lança la première croisade lors du concile de 1095.

## Histoire

### Édifices primitifs
Au Ve siècle, Namatius, évêque de la cité des Arvernes, fit bâtir une première cathédrale, obtenant ainsi que le culte chrétien sorte du quartier appelé par Grégoire de Tours le « vicus christianorum » (actuel quartier Saint-Alyre) dans son Historia Francorum du VIe siècle. Namatius dédia cet édifice aux saints Vital et Agricol, dont on fit venir les reliques de Ravenne. La description faite par Grégoire de Tours indique que l’église, la plus ancienne construite intra muros, était de plan basilical, ornée de marbre, possédait une nef et deux collatéraux. « Elle a 150 pieds de long (43,5 m), 60 de large (17,4 m) et 50 de haut (14,5 m), possède 42 fenêtres, 70 colonnes et 8 portes ».
Le Ve siècle fut marqué par la présence et le rayonnement de l'évêque Sidoine Apollinaire, poète et homme politique, gendre d'Avitus, l'un des derniers empereurs romains. Entre 470 et 475, il organisa la défense de la ville de Clermont face aux attaques répétées des troupes wisigothes du roi Euric. Malgré une défense victorieuse des Arvernes, Rome céda la cité des Arvernes aux Wisigoths en échange de la Provence.
La cathédrale primitive fut détruite en 760 par Pépin le Bref, et restaurée par l’évêque Adebert entre 764 et 768. De nouveau détruite lors des raids normands en 915, c’est l’évêque Étienne II, ancien abbé de Conques et frère du vicomte de Clermont, qui entreprit de la reconstruire en style roman.

### La cathédrale romane

#### Construction
L’évêque Étienne II fit bâtir, par Alleaume, une troisième cathédrale, romane, qui fut consacrée à la Vierge en 946. Elle passa pour un modèle inégalé et servit probablement de prototype à de nombreuses églises d'Auvergne.
C'est au XIe siècle que la cathédrale connaît une période d'enrichissement, alors que les évêques de Clermont obtiennent le droit de battre monnaie de la part de Guillaume V d'Auvergne, privilège qu'ils conserveront jusqu'à François Ier.
Au XIIe siècle, l'abbé Suger la nomme « Sainte-Marie épiscopale » pour la distinguer de « Sainte-Marie principale » à savoir Notre-Dame-du-Port ce qui donne à penser à l'historien clermontois Ambroise Tardieu que cette dernière pourrait avoir servi de cathédrale après les attaques normandes du Xe siècle.

#### La crypte
La crypte découverte en 1885 est particulièrement mutilée avec des voûtes détruites, des excavations pour y installer des sarcophages et les fondations de la cathédrale gothique.
On peut restituer son plan d'origine vers l'an mil et on sait par un texte du moine Helgaud de l'abbaye de Saint-Benoît-sur-Loire qu'elle a servi de modèle à la crypte de la collégiale Saint-Aignan d'Orléans édifiée par le roi Robert le Pieux et consacrée en 1029.
Le centre de la crypte est organisé à partir de trois confessions donnant sur une salle carrée constituée de trois nefs couverte de voûtes d'arêtes reposant sur des colonnes. Cet espace est prolongé par un chœur un peu moins large. Ce chœur comprend deux niches semi-circulaires et une carrée contenant l'autel avec une fenêtre meurtrière ouverte dans l'axe.
Cet ensemble est contourné par une galerie étroite ou déambulatoire périphérique avec de chaque côté un accès vers la salle centrale et l'église supérieure. Sur la partie tournante restée intacte sont accrochées quatre chapelles pratiquement carrées dont la porte est désaxée. Devenues chapelles funéraires, elles ont été agrandies au XIIe ou au début du XIIIe siècle.
Elle possède un sarcophage du IVe siècle en marbre blanc.

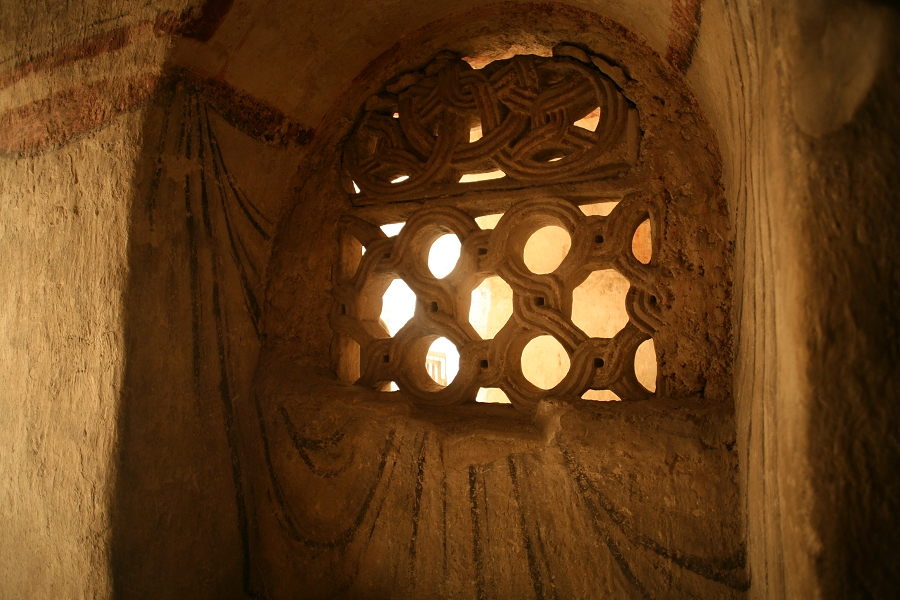
Détail de la chapelle sud-est.
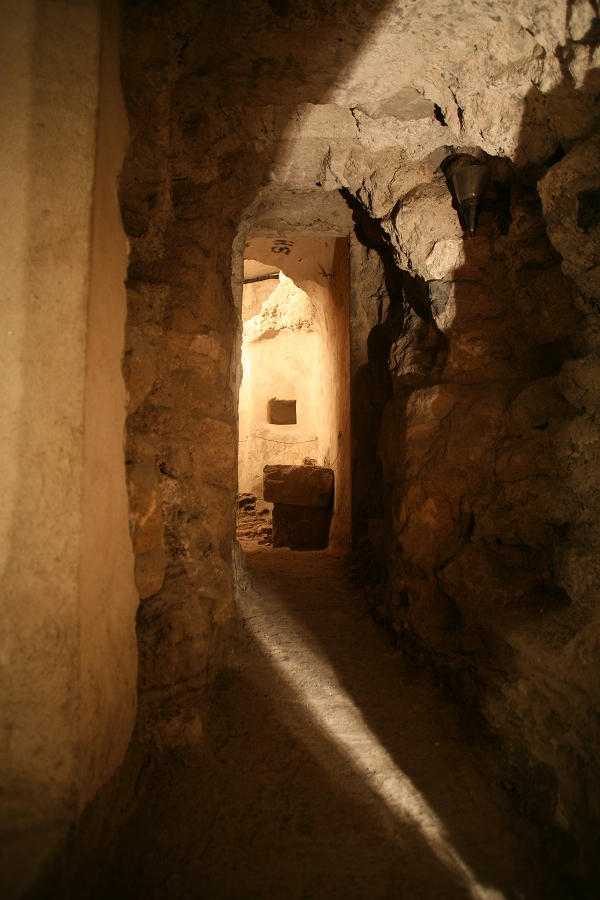
Galerie sud de la crypte, vue depuis le vestibule principal.
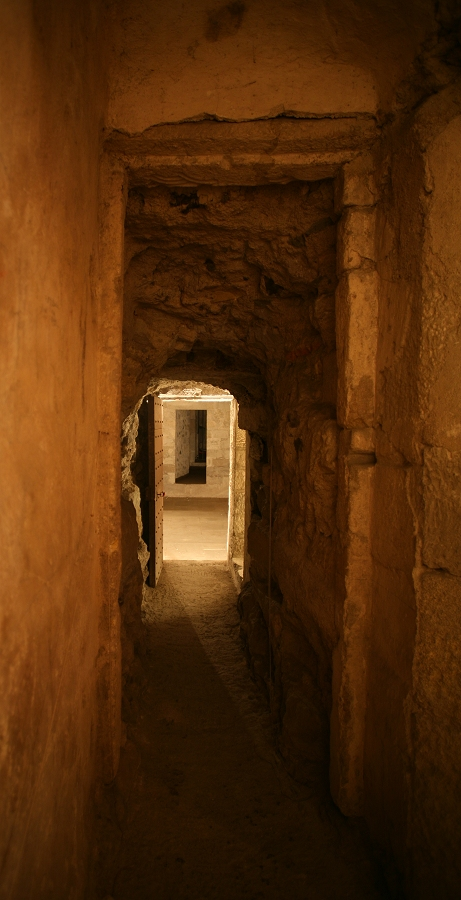
Galerie sud de la crypte, vue vers le vestibule principal et la galerie nord.
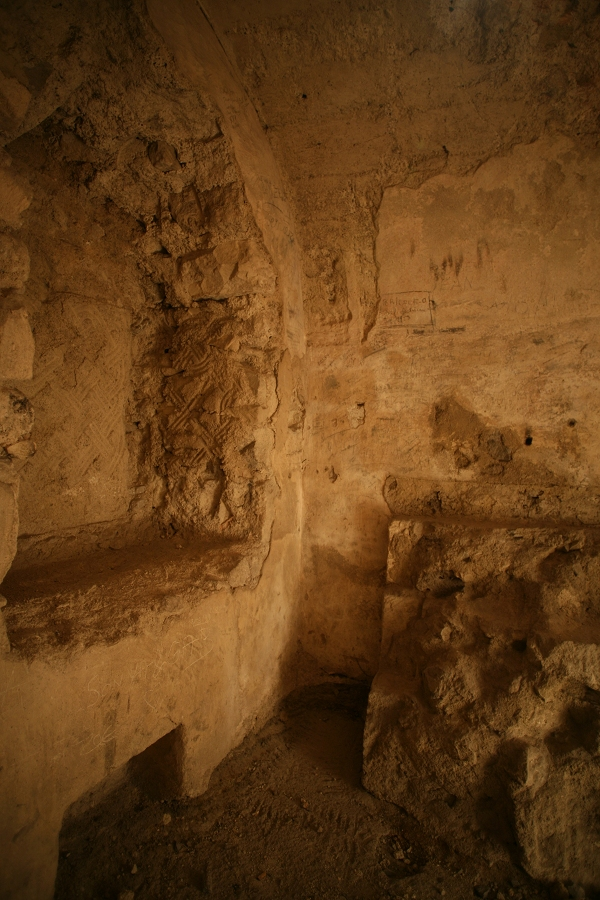
Chapelle sud de la crypte.
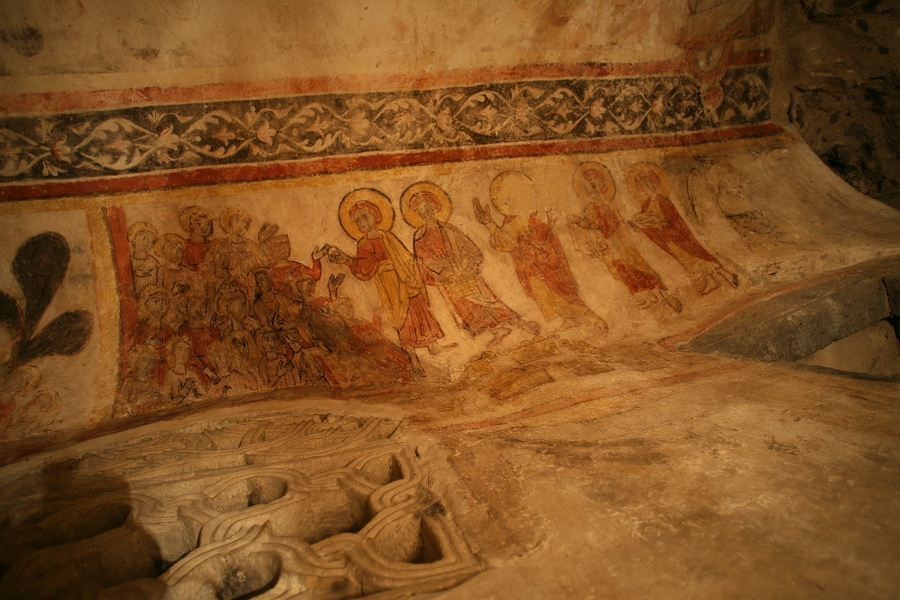
Peinture murale, galerie déambulatoire principale.

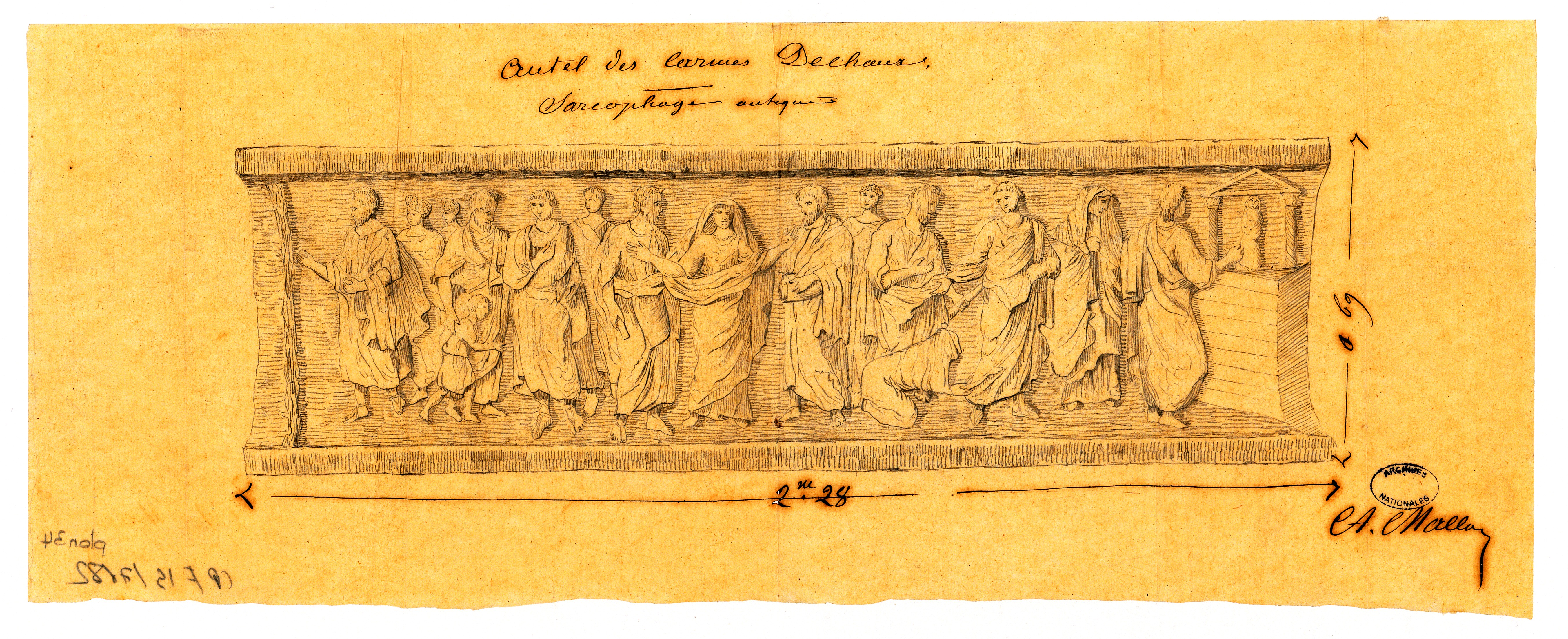
Autel des Carmes dechaux, sarcophage antique, dessin par A. G. Mallay.
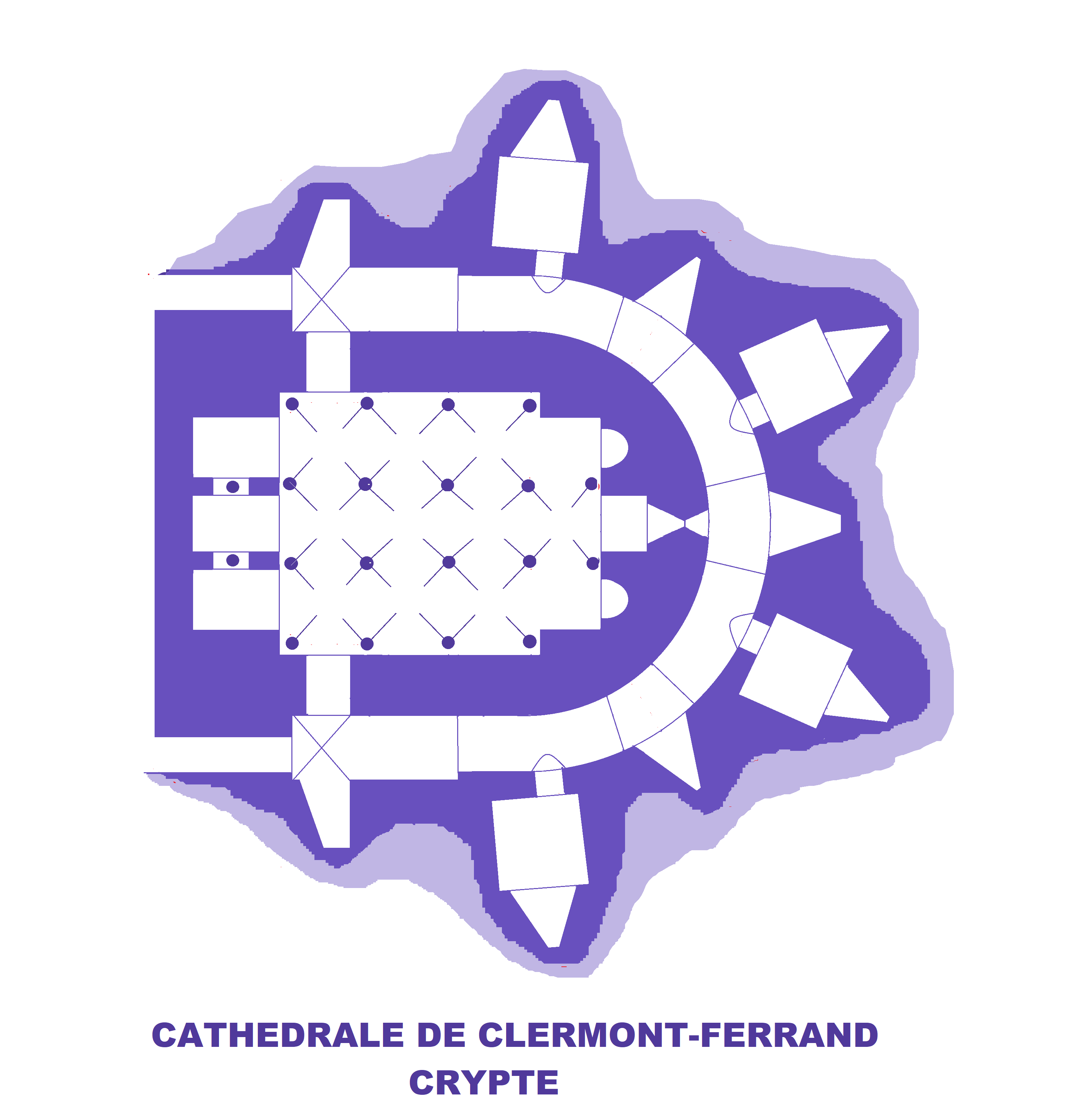
Plan de la crypte.

#### Statue de la Vierge Marie
C’est au Xe siècle à Clermont qu’apparut la toute première statue d’une Vierge en majesté. Vers 946, Étienne II, ancien évêque de Conques, commanda une statue reliquaire pour la Vierge, peut-être inspirée de la statue-reliquaire de sainte Foy dorée à l’or fin, fabriquée sans doute au IXe siècle. Cette première statue, destinée à orner l’autel de la nouvelle cathédrale, est sans doute l’archétype des vierges romanes auvergnates. Cette statue-reliquaire avait une tête en vermeil entourée de pierreries, son corps étant recouvert de plaques d’or, d’argent et de cuivre, et la chaire était rehaussée d’or et de pierres précieuses.
Détruite et fondue pour la Monnaie de Paris pendant la Révolution, sa trace fut retrouvée dans le « Codex Claromontanus » de la bibliothèque de Clermont-Ferrand. Le Codex, copié au XIe siècle en latin, décrit, par l’intermédiaire du diacre Arnaud racontant la vision de Robert, abbé de Mozac, les circonstances de la réalisation de la statue : « Il dédia [la cathédrale] en l’honneur de la Mère de Dieu toujours vierge, et la fit si belle qu’en nos temps on n’en trouverait pas de pareille dans tout l’univers ». Au verso de la page se trouve un dessin à la plume représentant la statue. La Vierge est assise sur un trône, l’enfant sur les genoux, représenté avec une tête adulte. Les mains sont démesurées.

### La cathédrale gothique

#### Conception du projet

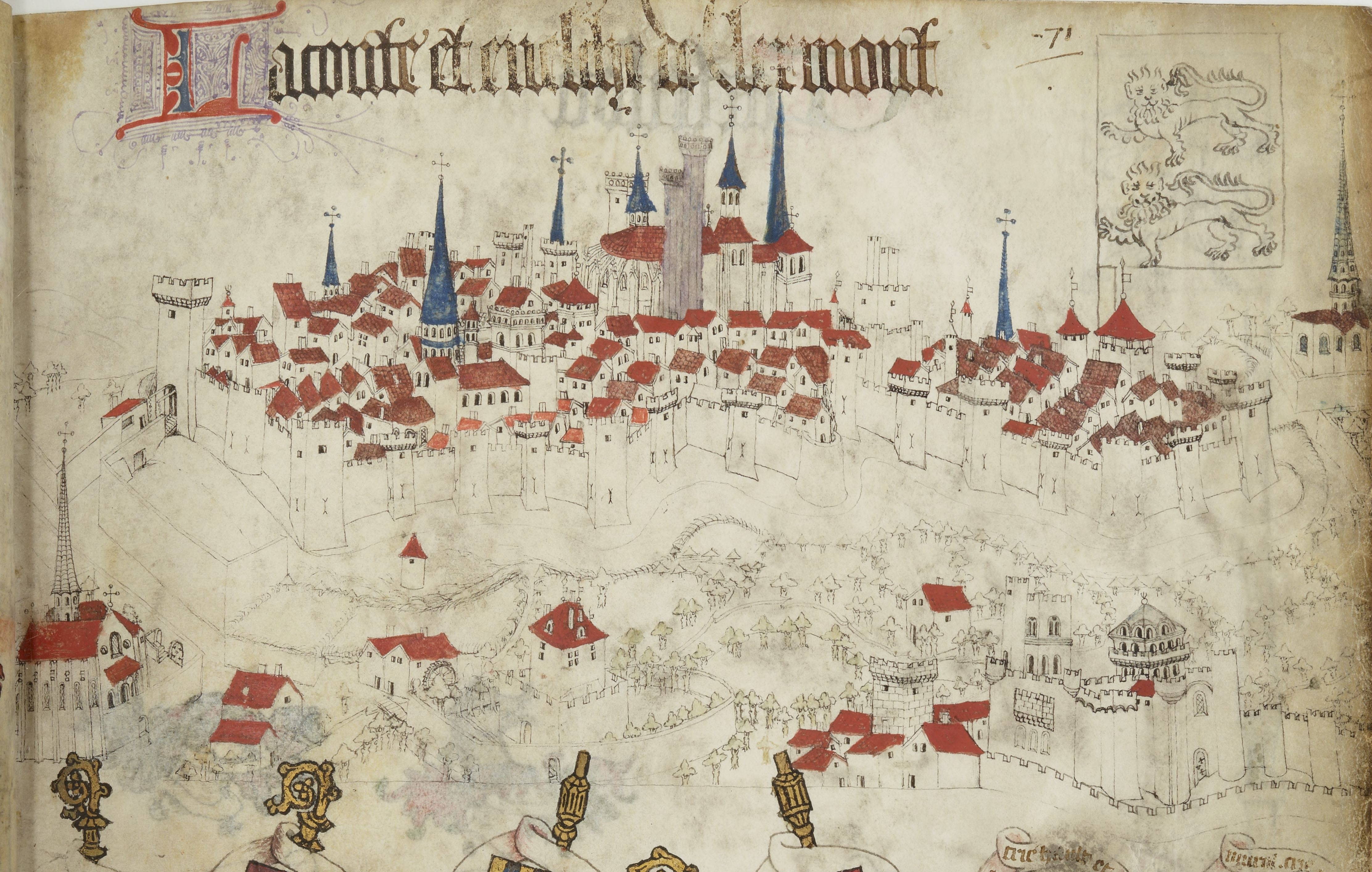
Cathédrale de Clermont-Ferrand sur l'Armorial de Guillaume Revel vers 1450.

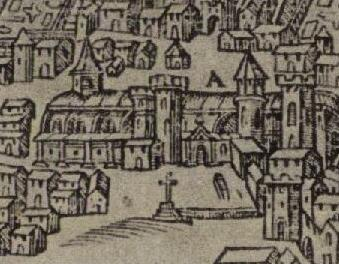
Cathédrale de Clermont-Ferrand dans le plan de François Fuzier paru en 1575.

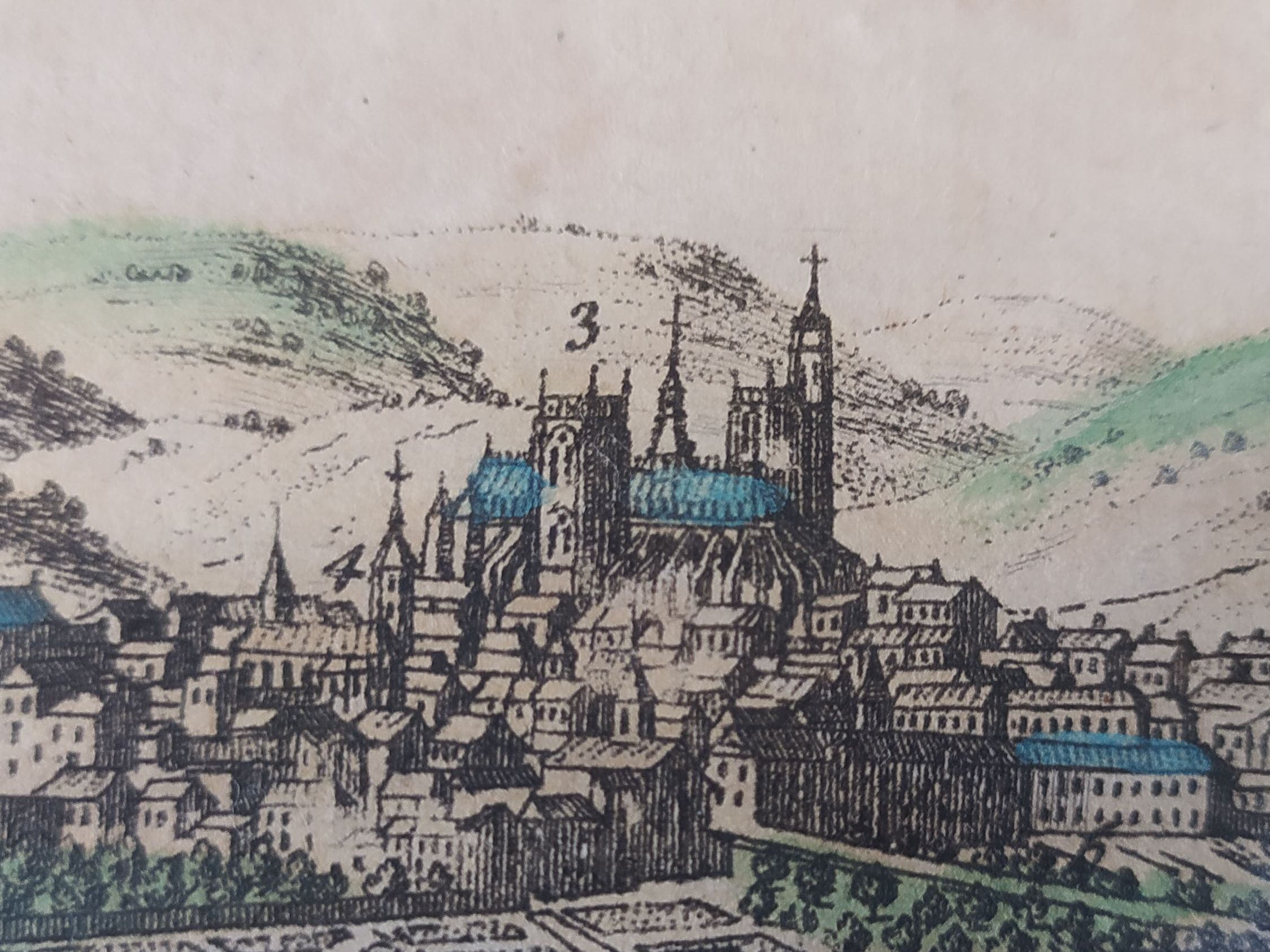
Cathédrale de Clermont-Ferrand sur une gravure publiée par Jacques Chéreau en 1740.

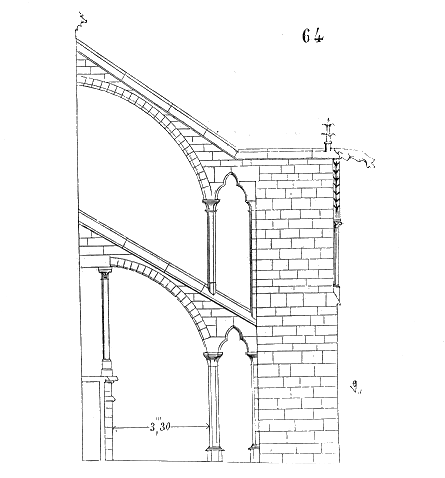
Dessin d'un arc-boutant de la cathédrale de Clermont-Ferrand. Dictionnaire raisonné de l'architecture française du, par Eugène Viollet-le-Duc, 1856.

En 1248, l'évêque Hugues de la Tour décida de lancer le chantier d'une nouvelle cathédrale, s'inspirant de la Sainte-Chapelle, qui avait fait son émerveillement lors d'un passage à Paris. Construire une église dans le prestigieux style gothique du Nord lui permettrait ainsi d'affirmer sa suprématie sur une ville qui avait été remise au pouvoir épiscopal juste quelques décennies auparavant.
Le chantier fut confié à Jean Deschamps à qui l'on doit aussi les cathédrales de Narbonne et de Limoges. Inspiré par Beauvais et Amiens, il réalisa des plans originaux :
- les fenêtres n'occupent pas tout l'espace disponible entre les supports et ne possèdent pas d'arcs formerets,
- les ogives sont à pénétration directe sous la voûte,
- le plan elliptique des piliers du rond-point du chœur laisse toute la lumière des fenêtres absidiales pénétrer dans le sanctuaire
- les débords de la terrasse permettent de faire le tour des arcs-boutants.

La principale originalité de l'édifice est le matériau utilisé : la pierre de Volvic (de type trachy-andésitique) qui donne une couleur sombre et dont la résistance permit d'élever des piliers d'une grande sveltesse. Cette particularité lui valut le surnom de « Cathédrale des charbonniers » par les frères Goncourt.
Jean Deschamps travailla de 1248 à 1287 sur le chœur, dans lequel saint Louis vint marier son fils, le futur Philippe le Hardi, avec Isabelle d'Aragon. Le roi finança peut-être pour cette occasion, une partie des vitraux qui paraissent sortir du même atelier que ceux de la Sainte-Chapelle. Le chœur, le transept et le début de la nef sont achevés vers 1273. Le chantier marque ensuite un certain ralentissement. En 1317 les trois premières travées sont utilisables. À cette date, la création du diocèse de Saint-Flour ampute les moyens du diocèse, ce qui a pour conséquence un nouveau ralentissement de la construction.
Pierre Deschamps prit la succession de son père jusqu'en 1325, poussant les travaux au-delà de la croisée du transept. Il respecte l'élévation conçue par son père, ce qui offre à l'ensemble une certaine homogénéité malgré la durée du chantier. De 1325 à 1340, les tours des bras de transept furent élevées par un maître d'œuvre inconnu.
La nef semble achevée dans les années 1340, appuyée sur la façade de l'édifice roman, qui sera finalement détruite au XIXe siècle. Entre-temps, plusieurs projets d'achèvement de la façade restèrent sans exécution.

#### Les épures de Jean Deschamps
C’est sur la terrasse surmontant le déambulatoire que l’on trouve gravées les épures de Jean Deschamps, dessins préparatoires destinés à préparer le travail des tailleurs de pierre.
Elles servaient à la confection de gabarits en bois donnant le profil et les dimensions des pierres à tailler. Les gabarits étaient ainsi directement utilisables sur le chantier par les appareilleurs et les maçons.
Ces épures ont servi notamment à la réalisation d’une fenêtre de la chapelle de Notre-Dame du Secours Perpétuel, du gable du porche nord et d’une baie de la nef.
Lors de son passage à Clermont, en août 1805, le jeune François-René de Chateaubriand laissa un témoignage très vivant sur les qualités architecturales de la cathédrale, notamment la finesse de son élévation :

« La voûte en ogive de la cathédrale de Clermont est soutenue par des piliers si déliés, qu'ils sont effrayants à l'œil : c'est à croire que le voûte va fondre sur votre tête. »

— François-René de Chateaubriand, Cinq jours à Clermont (1838)

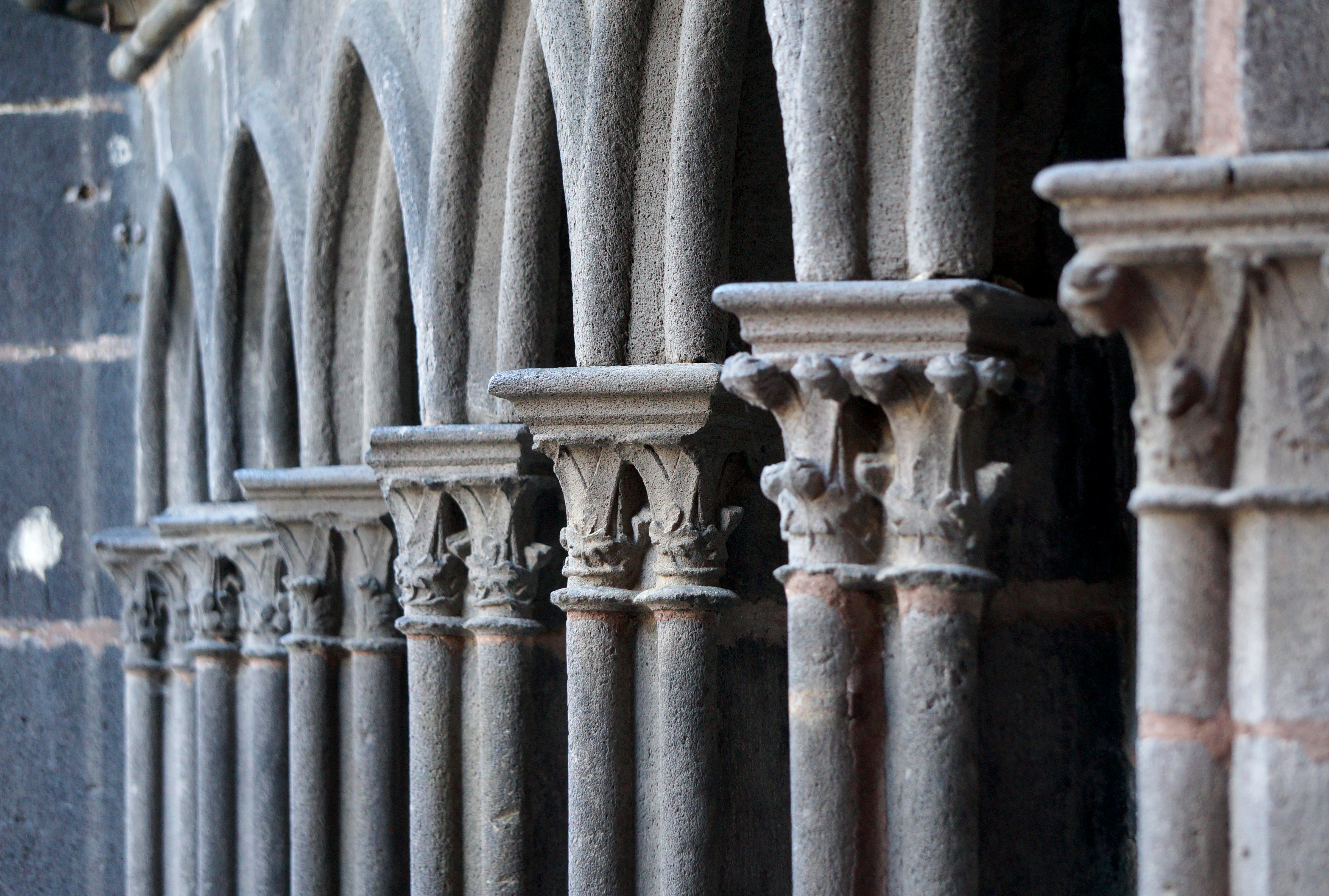
Colonnettes du portique nord.
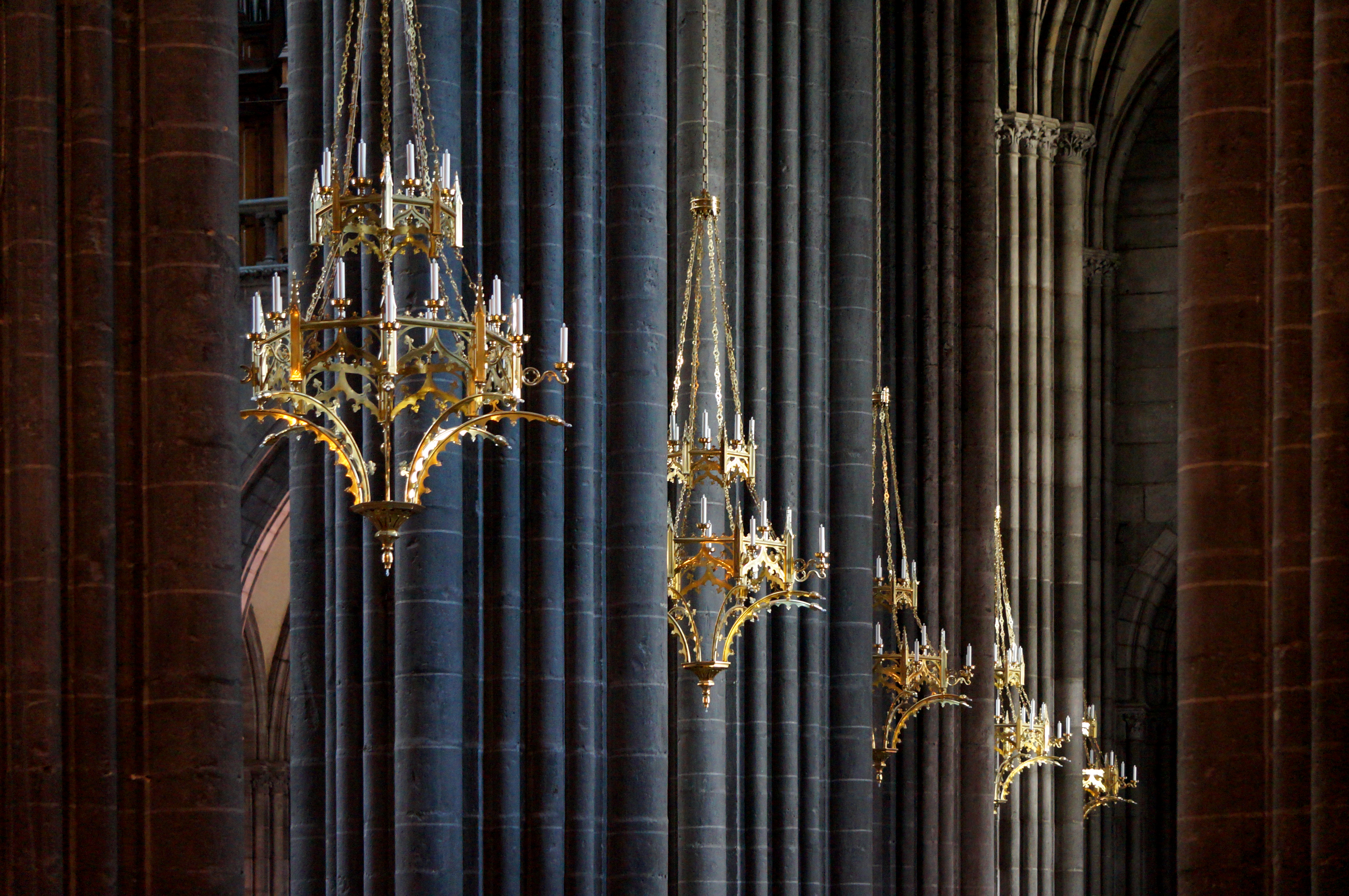
Colonnes et lustres de la nef.

#### Les tours du transept

##### La tour de la Bayette
La tour de la Bayette, qui flanque le côté est du portail nord, doit son nom au guetteur (bayeur) autrefois posté à son sommet. Elle est surmontée d'une tourelle, elle-même ornée d'un campanile en fer forgé ouvragé à l'allure méridionale. Il s'agit de la seule tour restant des quatre tours semblables d'origine.
D'une hauteur de 50 mètres, elle servit de beffroi à la cité et abrita longtemps une horloge : la première en 1407, une seconde en 1606, puis en 1823. La cloche actuelle, qui date de 1606, sonnait les heures d'office pour les chanoines de la cathédrale.
Le beau-frère de Blaise Pascal, le conseiller Périer, vint y continuer les expériences sur la pression atmosphérique commencées sur le sommet du puy de Dôme.

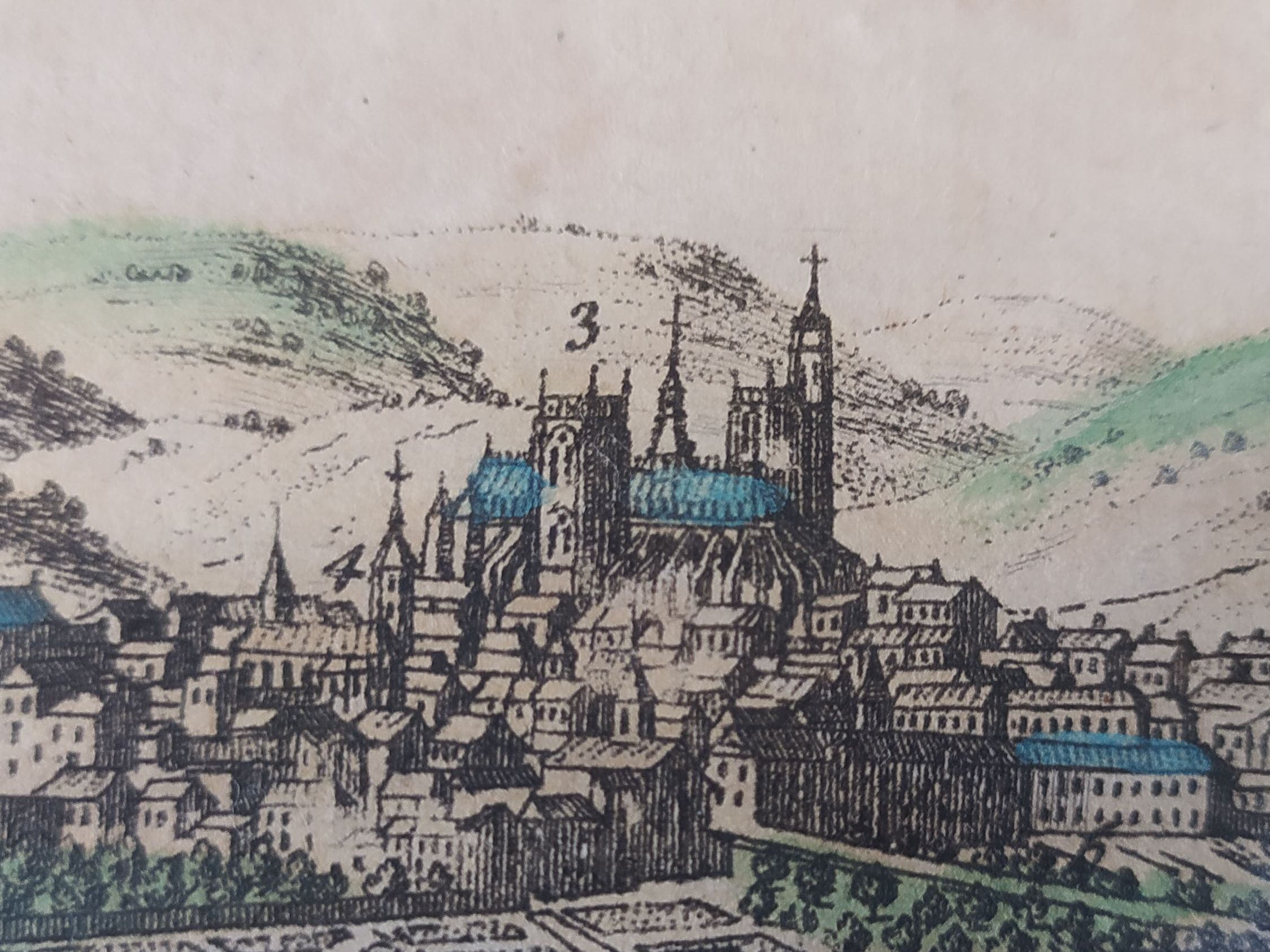
Les tours du transept sur une gravure publiée par Jacques Chéreau en 1740.
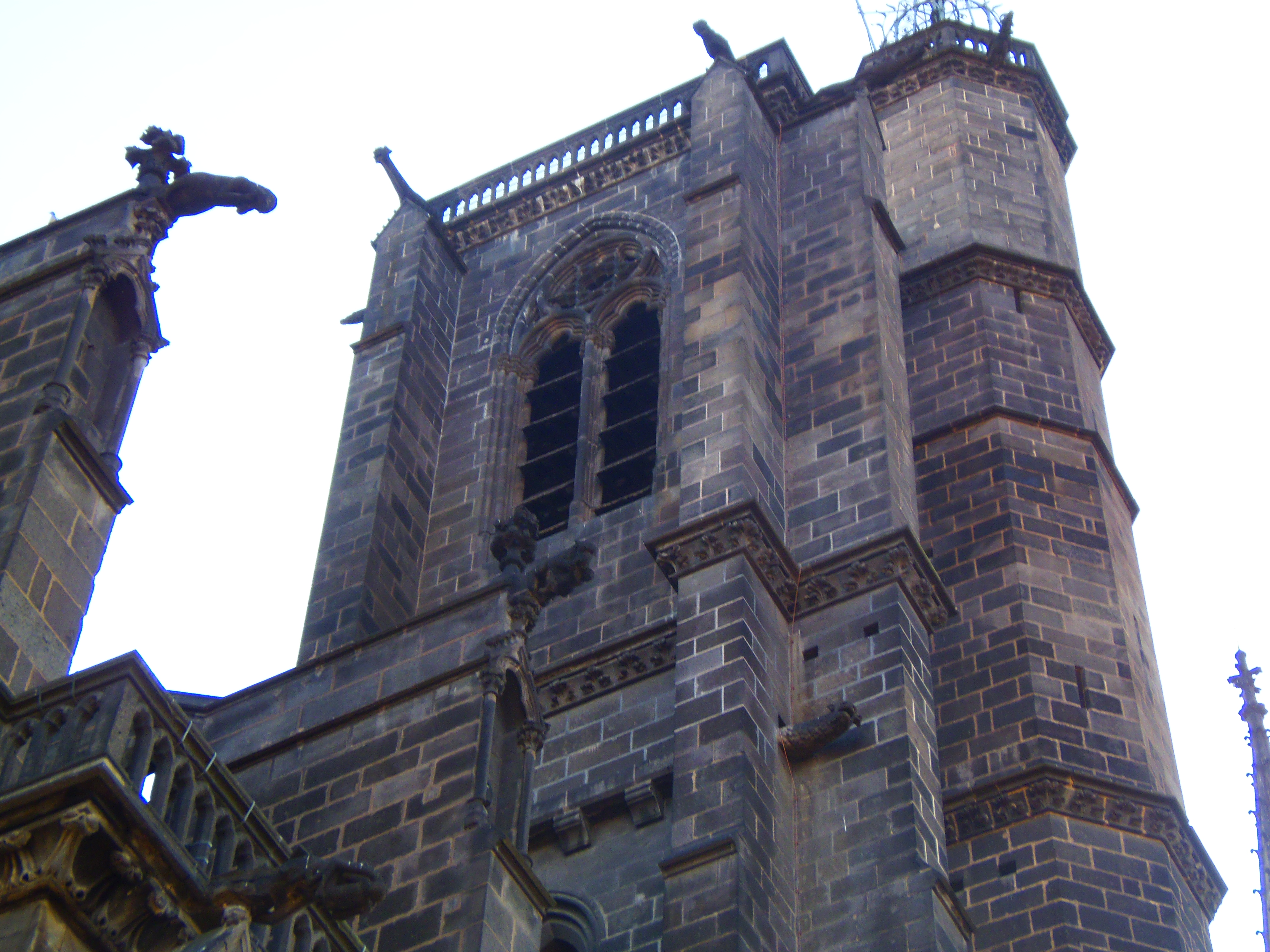
La tour de la Bayette.

#### Évolutions du Moyen Âge tardif (XIVe-XVe)
De 1340 à 1355, l'architecte Pierre Juglar de Cébazat, connu pour avoir travaillé à la Chaise-Dieu, acheva les trois travées de la nef, qui permettaient de rejoindre les tours romanes de l'église d'Étienne II. Les troubles de la guerre de Cent Ans ne lui laissèrent pas le temps d'achever son œuvre. Durant les années qui suivirent, le chapitre se contenta de faire sculpter un nouveau chambranle pour la porte de sa sacristie.

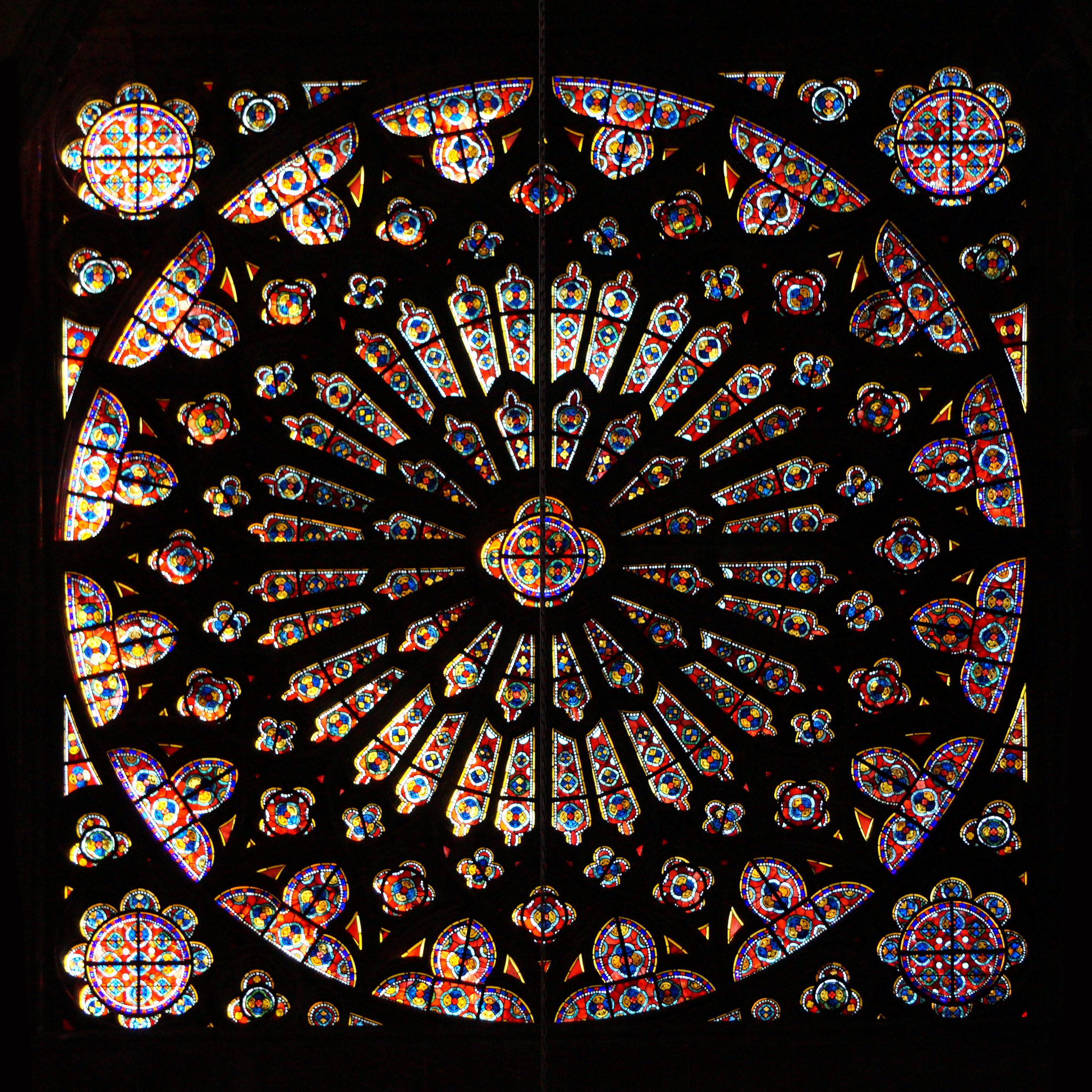
Rosace sud.

La rose à dominante bleue placée au-dessus du portail nord date du XIVe siècle ainsi que celle à tonalité orangée qui surplombe le portail sud. Toutes les deux s’inscrivent dans un carré de 8,50 mètres de côté. Datant de 1350, la façade sud donnait autrefois sur les bâtiments de l’évêché. Les trois premières travées possèdent une terrasse de style méridional sur laquelle viennent s'appuyer des arcs-boutants décorés avec des colonnettes et des gargouilles.
En 1427, l'évêque de Clermont Martin Gouges obtient le droit de battre monnaie d'or et d'argent du roi Charles VII. Sous sa prélature, un atelier local s'occupa également de la réalisation d'un jubé flamboyant.
De 1444 à 1474, un clocher dit « du retour » fut placé au-dessus du chœur ; il fut abattu en 1741.
En 1490, les murs furent ébranlés par un tremblement de terre qui laissa une longue lézarde visible à l'œil nu au-dessus du portail sud.

### Période révolutionnaire

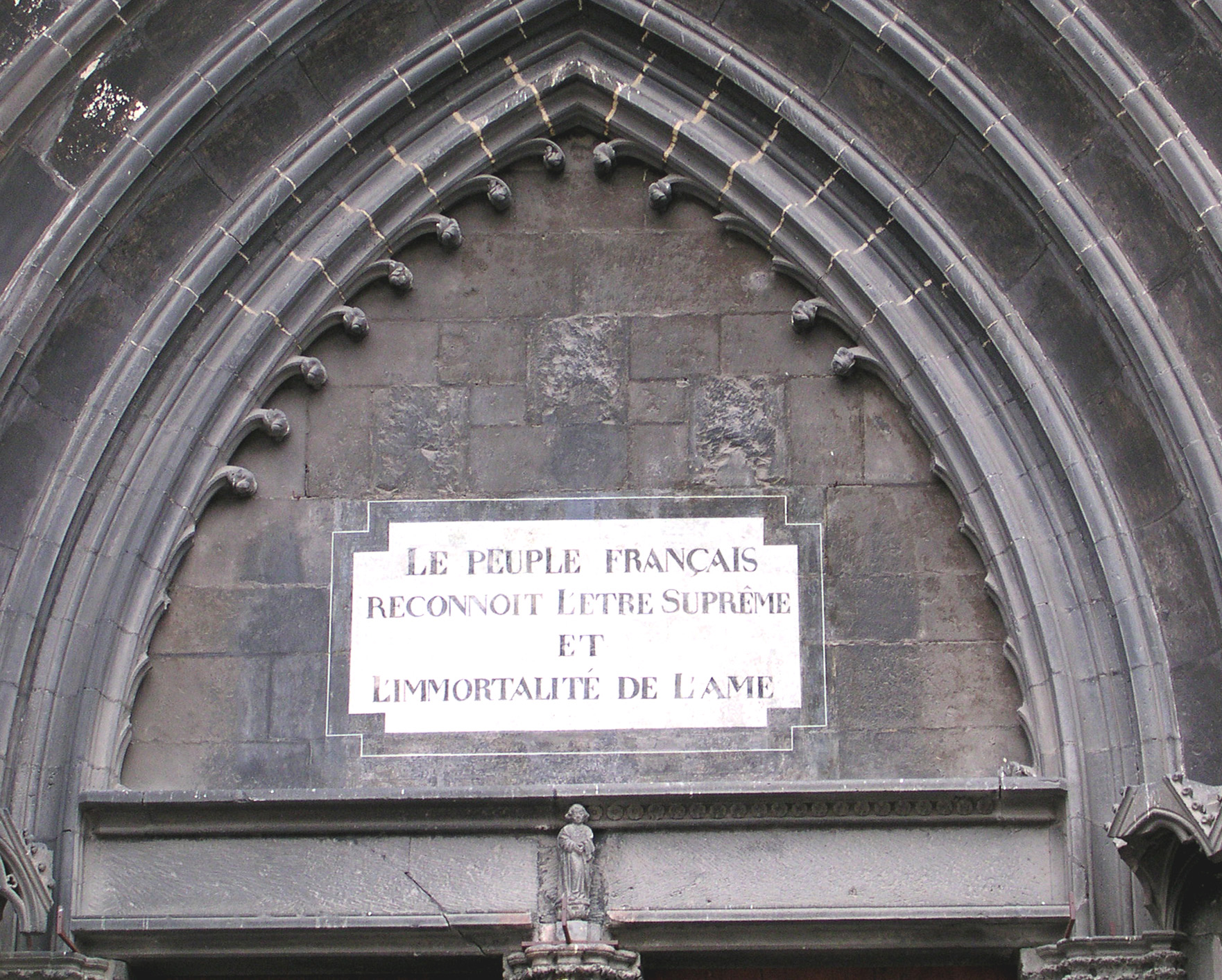
Inscription de la cathédrale de Clermont.

Durant la Révolution, les révolutionnaires voulurent abattre l'église, et de nombreuses destructions eurent lieu en 1790 et 1793, mais le bénédictin Dom Michel François Verdier de Latour réussit à les persuader qu'elle constituerait un excellent lieu de rassemblement populaire. Seuls jubé, stalles, autel, statues et mobilier, à l'exception du chandelier pascal de Philippe Caffieri, furent détruits et trois des tours des transepts furent rasées. Le jubé gothique de la cathédrale a été racheté par un entrepreneur de la région et est encore visible de nos jours, intégré dans une maison, au 46 de la rue Fontgiève à Clermont-Ferrand.

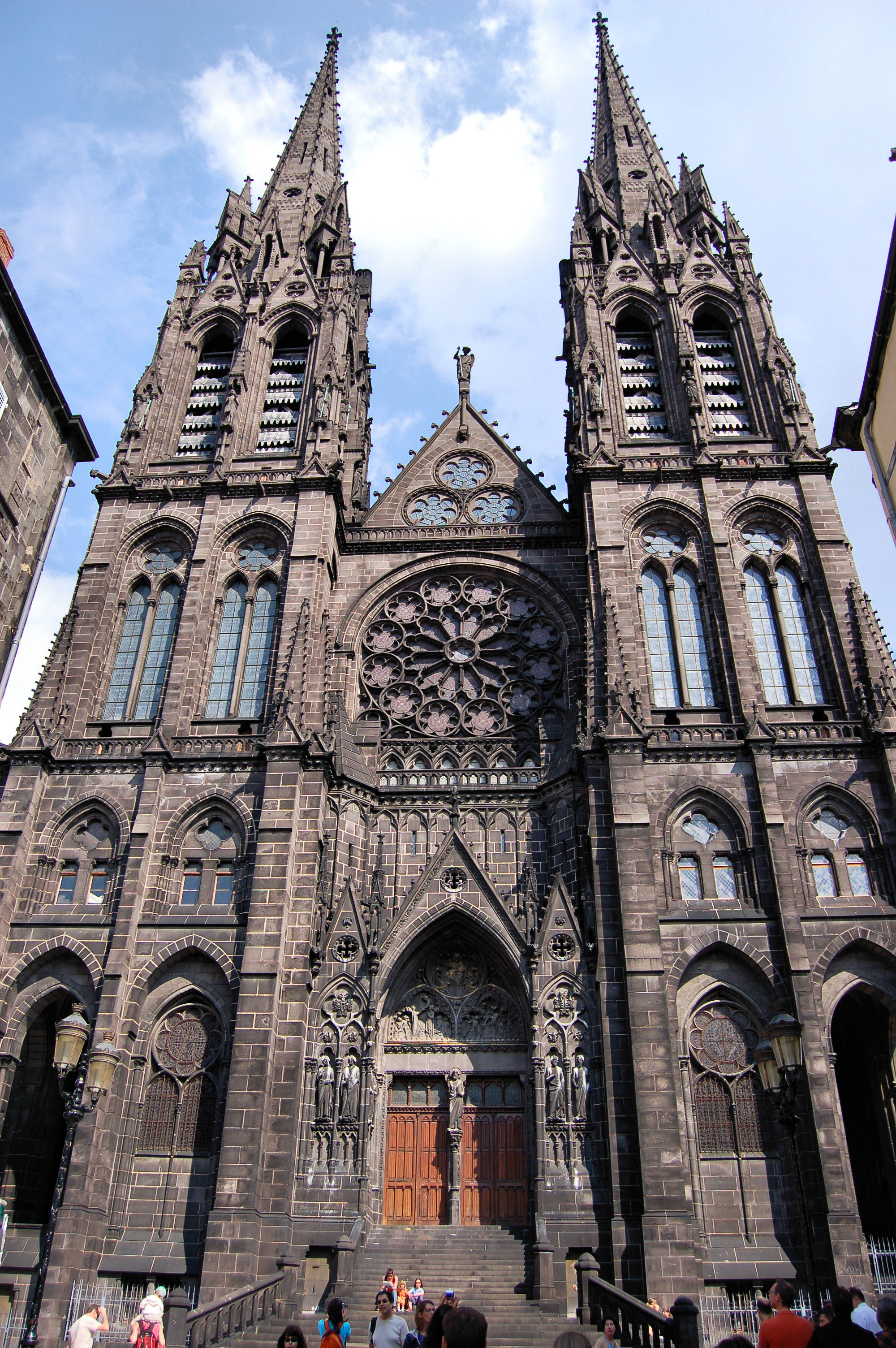
Façade tripartite en largeur avec les deux tours percées de baies géminées composées de deux lancettes coiffées de quadrilobes, d'hexalobes et d'octalobes.

La cathédrale de Clermont est la seule en France à garder témoignage du « Culte de la Raison et de l'Être suprême ». Un décret du 18 floréal an II (7 mai 1794), adopté par la Convention montagnarde sur un rapport de Robespierre, instituait un calendrier de fêtes républicaines marquant les valeurs dont se réclamait la République et se substituant aux fêtes catholiques, et établissait le « culte à l'Être suprême », qui se juxtaposait au culte de la Raison.

### Restauration et l'achèvement de l'édifice auXIXesiècle
La façade romane de la cathédrale d'Étienne II fut abattue en 1851.
Après son classement comme monument historique en 1862, Napoléon III délivre, à l'occasion de son séjour dans la ville, les crédits nécessaires aux travaux d'achèvement, réalisés à compter de 1866 d'après les plans de Viollet-le-Duc par son élève Anatole de Baudot.
En 1884, la façade occidentale avec ses flèches et la dernière travée de la nef étaient enfin achevées dans le respect complet des méthodes de construction du Moyen Âge. Seule la taille un peu plus sèche des pierres marque la différence. L'intérieur de l'édifice fut entièrement peint en faux appareil.
L'emmarchement d'accès sur la rue des Gras ne fut réalisé, quant à lui, qu'au tout début du XXe siècle. Lors de ces travaux, la maison natale de Blaise Pascal fut détruite.

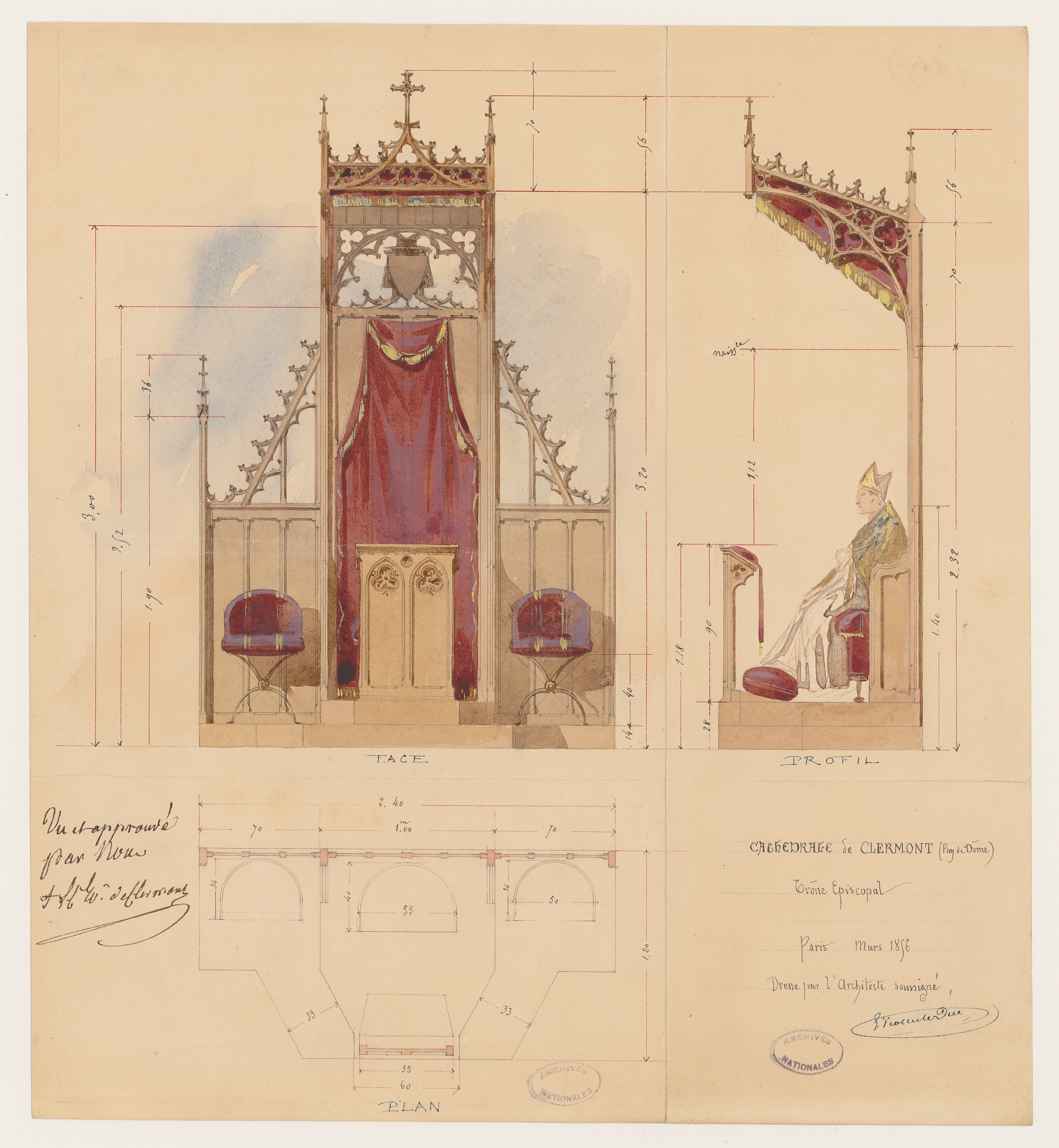
Trône épiscopal pour la cathédrale de Clermont-Ferrand, dessin par E. Viollet-le-Duc (1856).
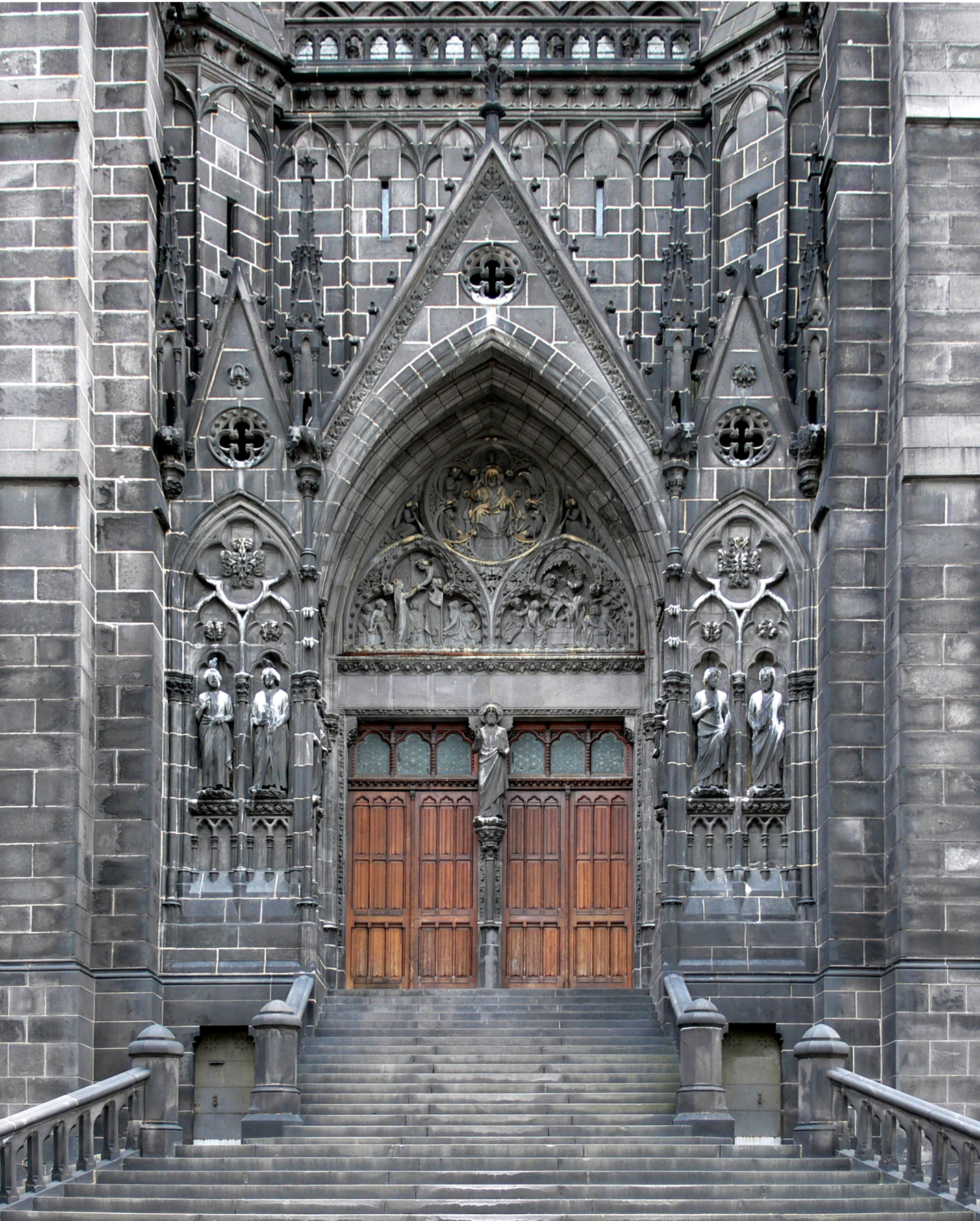
Emmarchement.
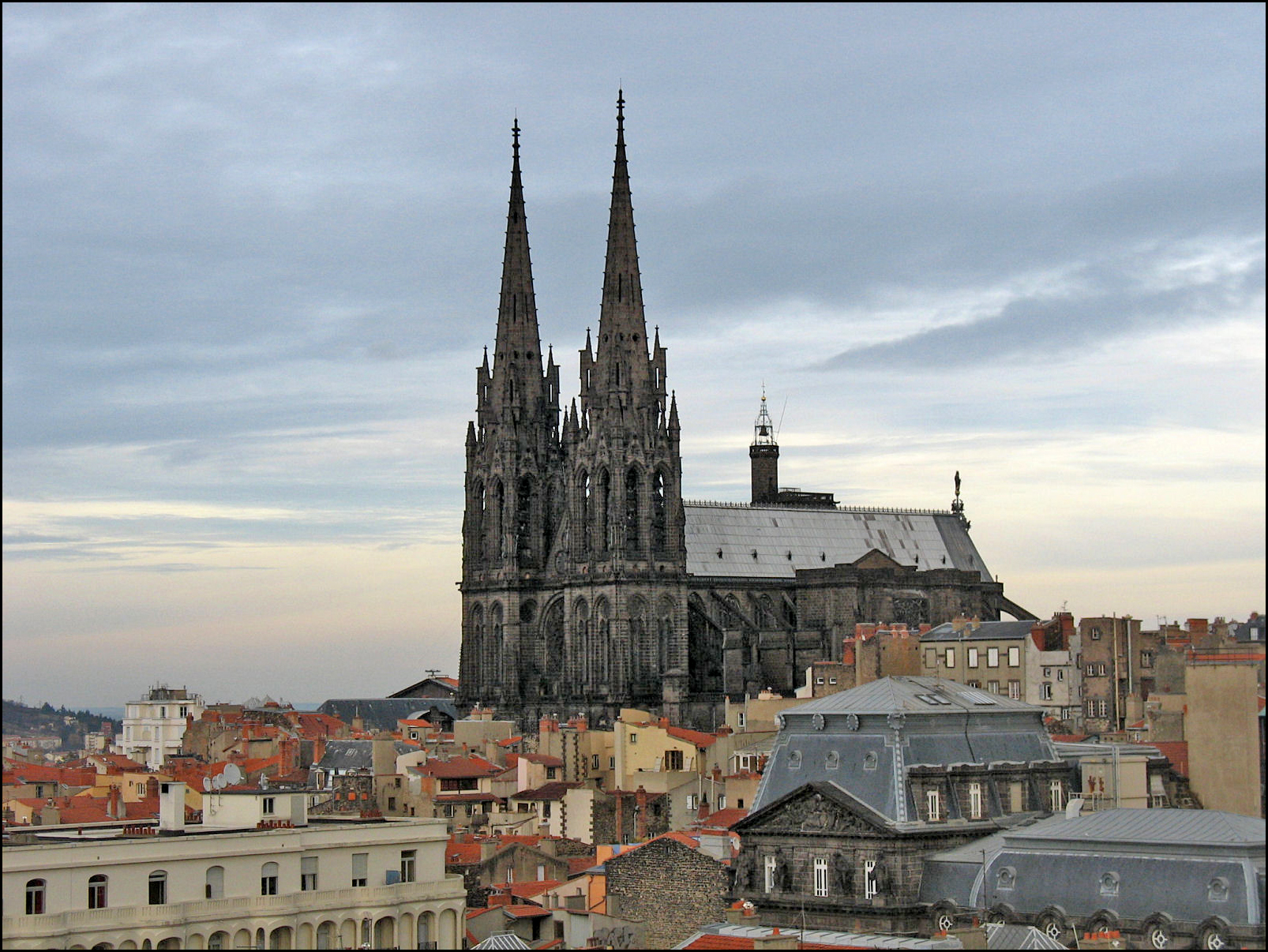
Cathédrale Notre-Dame-de-l'Assomption de Clermont.

### Depuis la restauration et l'achèvement de l'édifice auXIXesiècle

#### Découverte d'une baie duXVesiècle
Le service territorial de l'Architecture et du Patrimoine a découvert en 2013 une baie du XVe siècle dans un état exceptionnel.
Les recherches ont permis de découvrir « des voussures (courbes de la voûte) décorées à la feuille d’or, des rinceaux de feuilles de marronniers et une grille de forte section en fer forgé. » Cette baie fut découverte « fortuitement » lors de la dépose d’un grand panneau d’information situé sur un des murs du transept Nord. Il apparut alors « un mur aux enduits boursouflés qui laissait supposer qu’une maçonnerie très différente pouvait se cacher derrière. » Il a alors été fait appel à une restauratrice clermontoise pour faire un sondage et confirmer cette hypothèse. Elle ouvrit six petites fenêtres d’une vingtaine de centimètres de côtés qui permirent de mettre au jour cette découverte.
Cela encouragea les Architectes des bâtiments de France (ABF) et la Direction régionale des Affaires culturelles (DRAC) à poursuivre les travaux, dont la première campagne a consisté à « dégager la baie et conserver la polychromie et les dorures. » Une seconde campagne fut entreprise en 2014 pour « restaurer le décor peint périphérique et mettre en valeur l’ensemble. »
Se pose aussi la question de l’usage de cette baie qui s’ouvre intégralement sur la sacristie : « la première hypothèse d’un enfeu est provisoirement mise de côté. Il pourrait alors s’agir soit d’une ouverture permettant de voir le trésor de la cathédrale qui aurait été déposé dans ladite sacristie, soit d’une baie permettant de mesurer les afflux de pèlerins venant visiter les reliques de la cathédrale. »

## Protection
La cathédrale a été classée sur la liste des monuments historiques de 1862.

## Le monument

### Plan général et dimensions
- Longueur totale : 99 m
- Longueur du chœur : 36 m

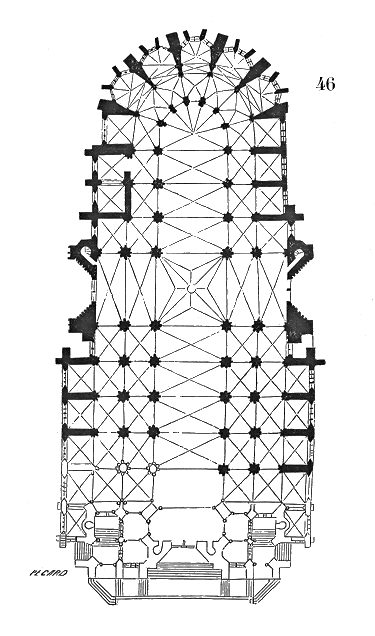
Plan de la cathédrale de Clermont.

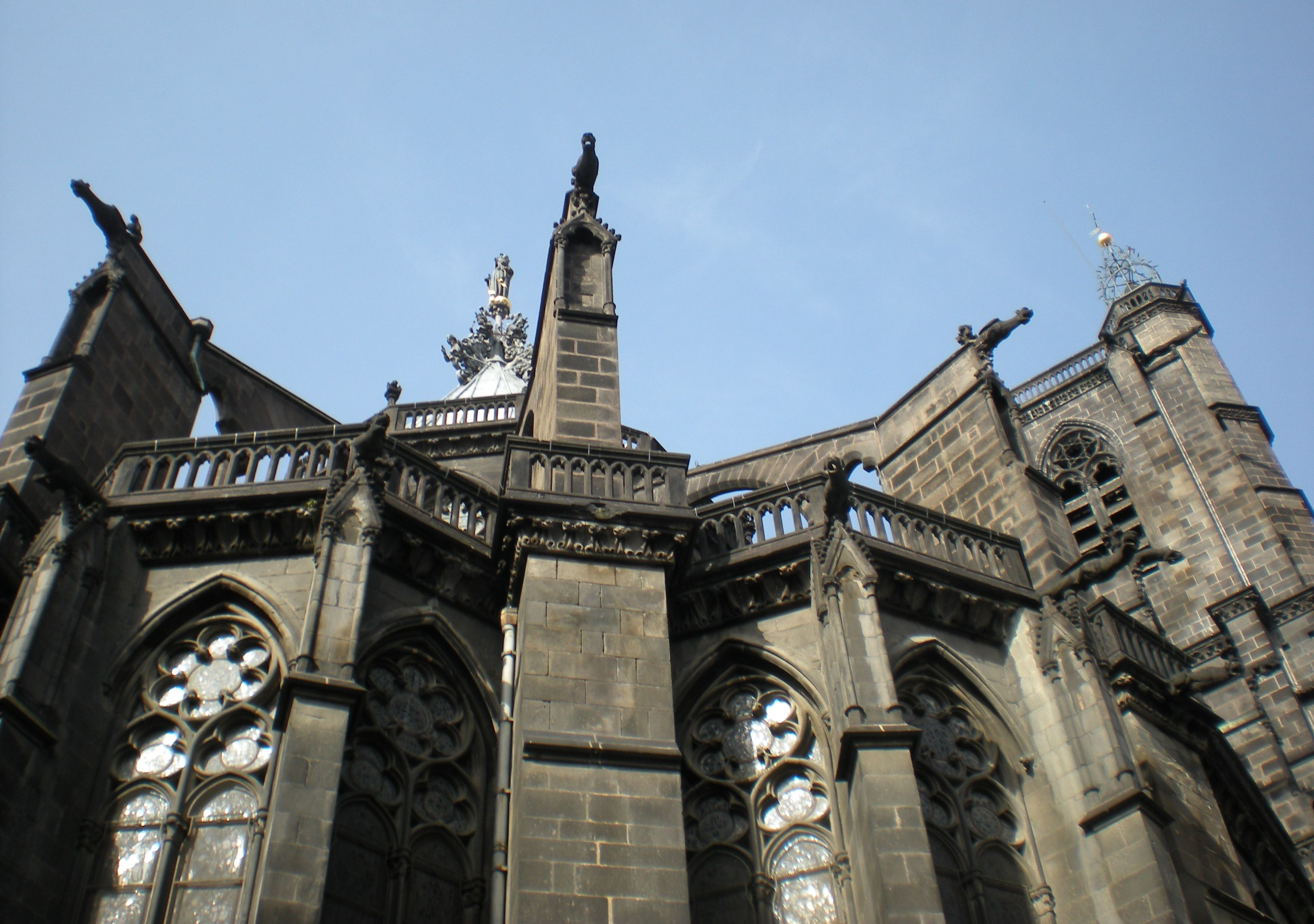
Le chevet.

- Longueur de la nef et du transept : 46,75 m
- Largeur du transept : 32,70 m
- Largeur du vaisseau central : ?
- Largeur des bas-côtés : ?
- Largeur totale : ?
- Hauteur de la croisée du transept : 28,70 m
- Hauteur des bas-côtés : 14,30 m
- Hauteur de la tour de la Bayette : 50,70 m
- Hauteur des flèches : 96,10 m (flèche nord) et 95,50 m (flèche sud)

### Vitraux
La cathédrale présente une prestigieuse collection de vitraux médiévaux, la plus belle en France après la Sainte-Chapelle, Chartres et Bourges.
Elle est constituée de quatre ensembles : les vitraux des chapelles du chœur (ou déambulatoire) XIIIe, des baies hautes du chœur fin du XIIIe, des transepts début du XIVe, des baies hautes de la nef XVe et XVIe.
Des grêles importantes dans les années 1830-1840 ont largement endommagé ces ensembles, qui furent restaurés au milieu du XIXe siècle, puis par l'atelier clermontois Gaudin entre 1900 et 1930, et enfin par l'atelier Durand en 1976-77.

#### Les vitraux du déambulatoire (XIIIe)
Il s'agit des vitraux les plus anciens, contemporains de l'achèvement de la construction. Leur datation précise, au milieu ou dans la seconde moitié du XIIIe siècle, est débattue par les historiens de l'art.

Vitraux du XIIIe siècle
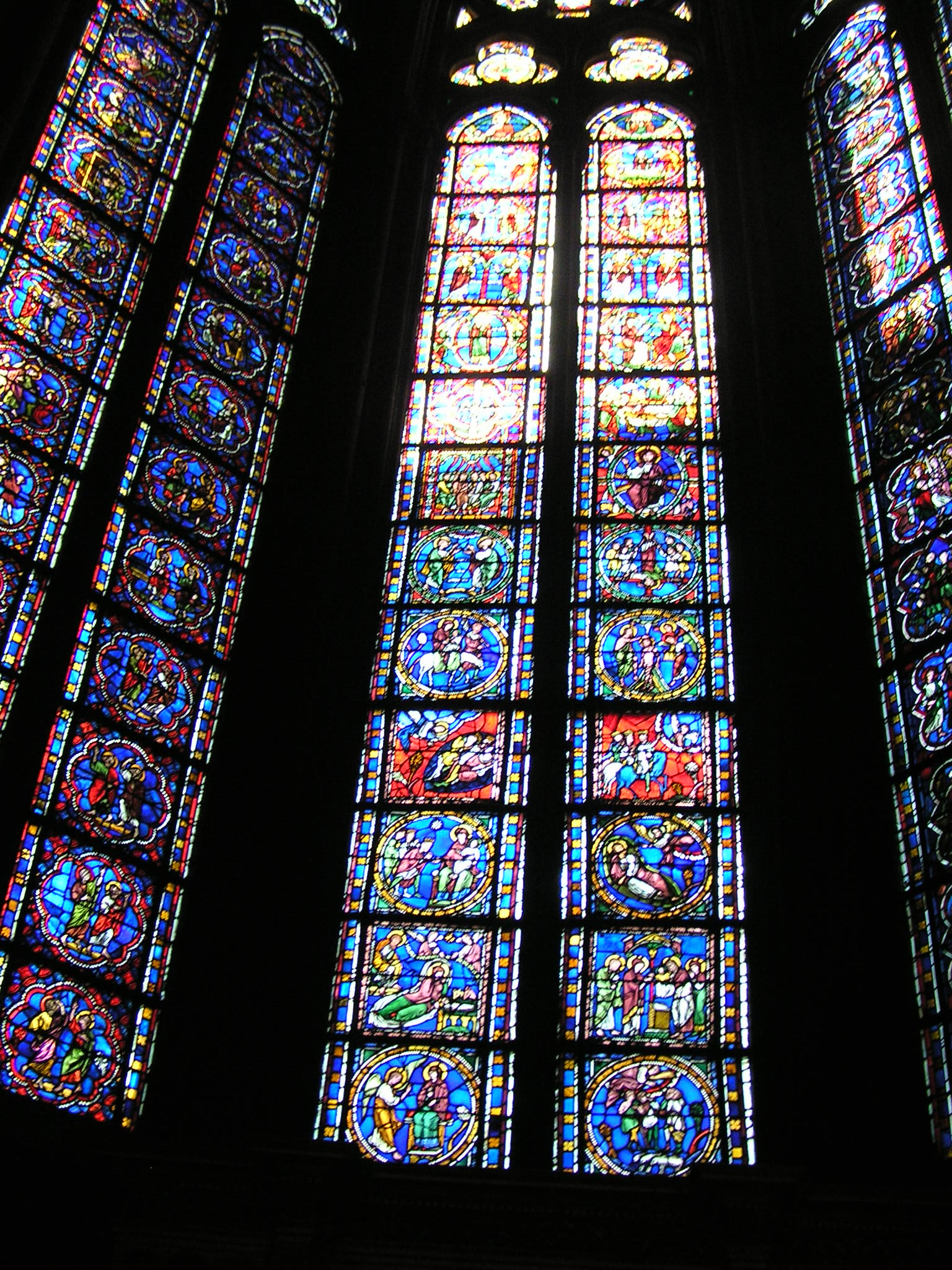
De gauche à droite Passion et Ascension du Christ, Enfance du Christ, Dormition de la Vierge, & Légende de saint Caprais.
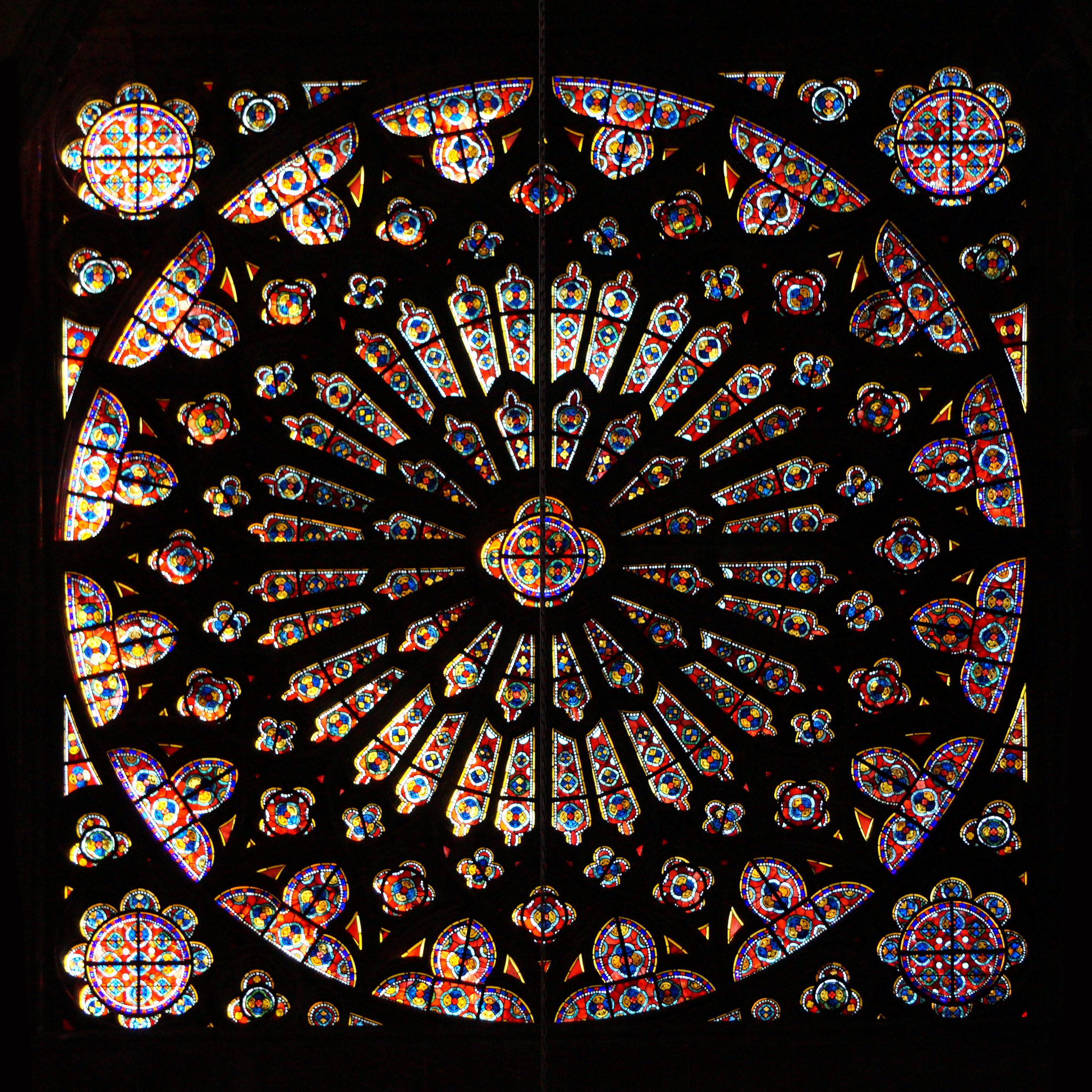
Rosace sud.
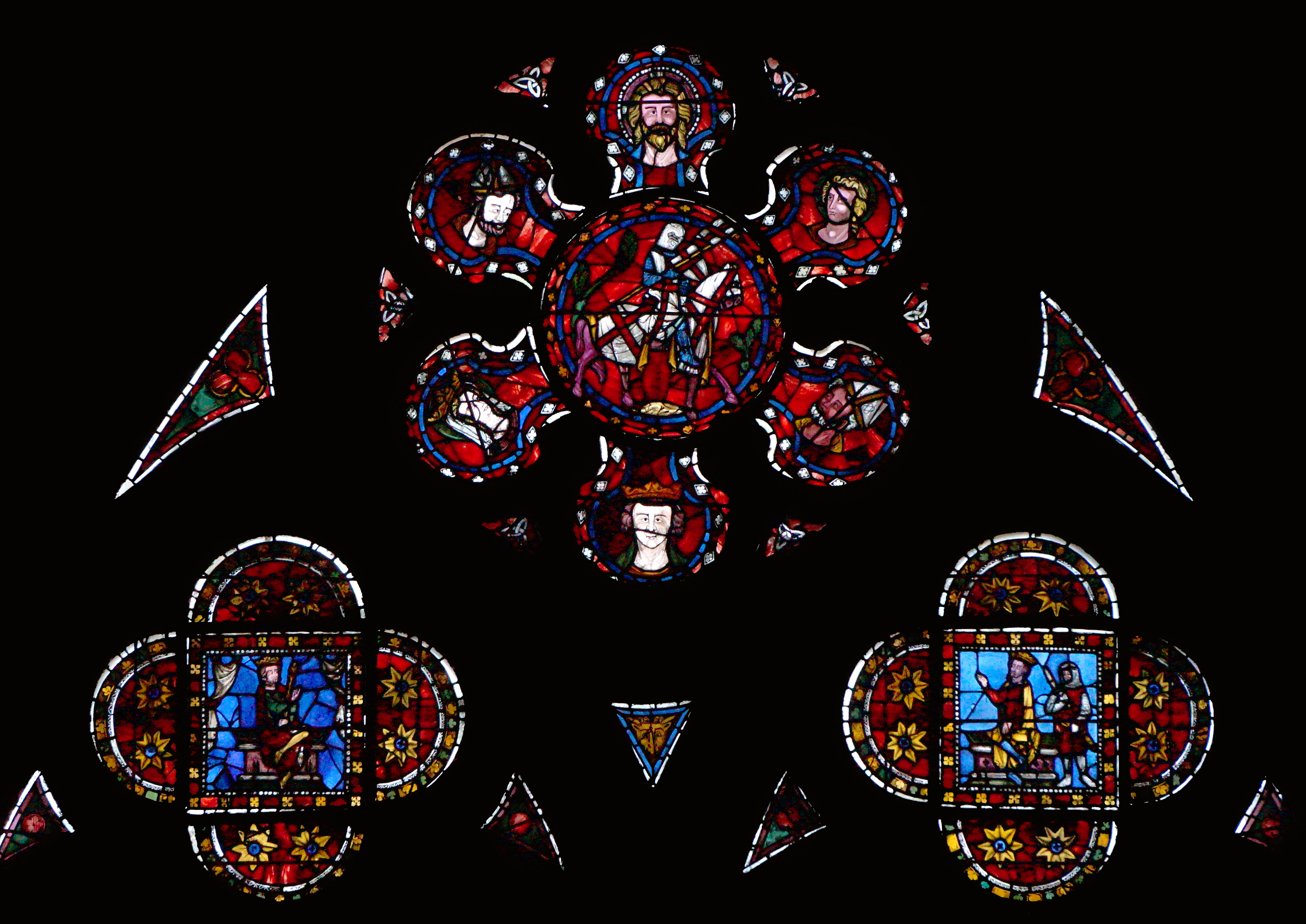
Vitrail de la chapelle Saint-George.
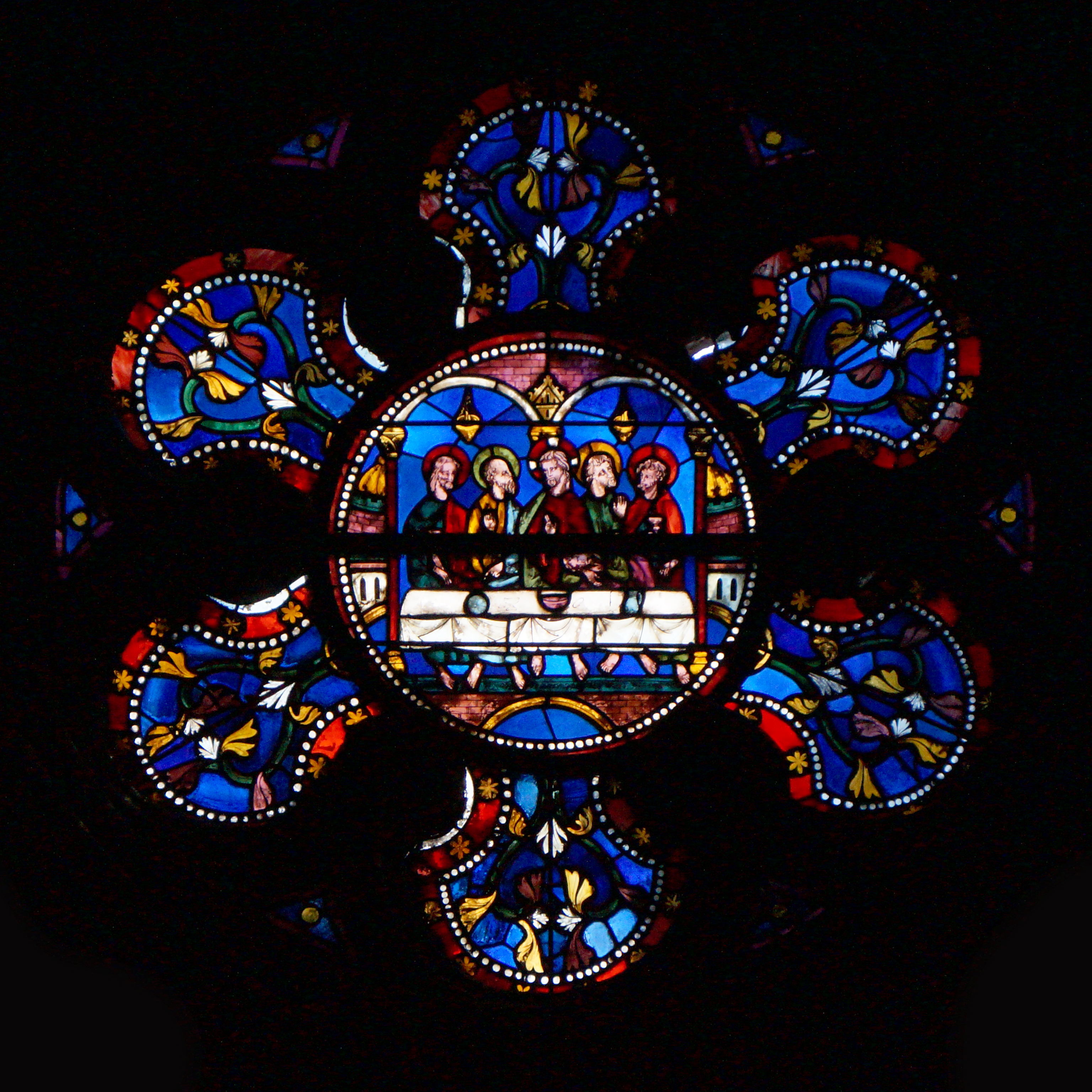
Détail d'un vitrail du chœur.

Contemporains du roi Louis IX, ces vitraux sont formés de panneaux carrés ou rectangulaires servant de cadre à des « médaillons » de forme diverse (rond, trilobé, quadrilobé) où sont représentées des scènes avec personnages. Le style, de grande qualité, se rapproche beaucoup plus des ateliers de Paris que de ceux de Lyon, l'autre grand centre de l'art du vitrail à l'époque.
Dans un certain nombre de ces fenêtres, on retrouve les semis de fleurs de lys (or sur fond bleu, pour le roi) et de tours de Castille (or sur fond rouge, pour sa mère, Blanche de Castille) qui caractérise les vitraux commandés par saint Louis pour la Sainte-Chapelle : on peut donc penser qu'elles ont été offertes directement par le roi, à la suite de sa venue à Clermont pour le mariage de son fils, Philippe Le Hardi.
Cependant, l'une de ces verrières (chapelle Sainte-Anne) présente une quinzaine de médaillons plus anciens, de style roman, qui doivent être des vestiges de la cathédrale antérieure. Toutes ces verrières ont souffert du temps (intempéries, enlèvements des médaillons du bas pour gagner de la clarté au XVIIIe siècle, restaurations malhabiles…), mais l'ensemble a été magnifiquement restauré et replacé vers 1930 par le maître-verrier Gaudin de Clermont.
Sur les quelque 410 panneaux, 73 proviennent d'une réfection ou d'une restauration complète, d'ailleurs bien accordée au reste. Chaque verrière se compose de trois ou quatre « lancettes », qui sont comme des colonnes verticales de panneaux se terminant en ogive. L'ensemble est surmonté d'une petite rose à 6 lobes. Chaque fenêtre constitue un véritable livre d'images, présentant une ou plusieurs histoires (vie du Christ, d'un saint, épisodes divers).

### Les peintures et les fresques

#### Les peintures murales (XIIe-XVe)
La cathédrale de Clermont présente un rare ensemble de peintures murales de la fin du XIIe au XVe siècle.

#### Fresques de la crypte

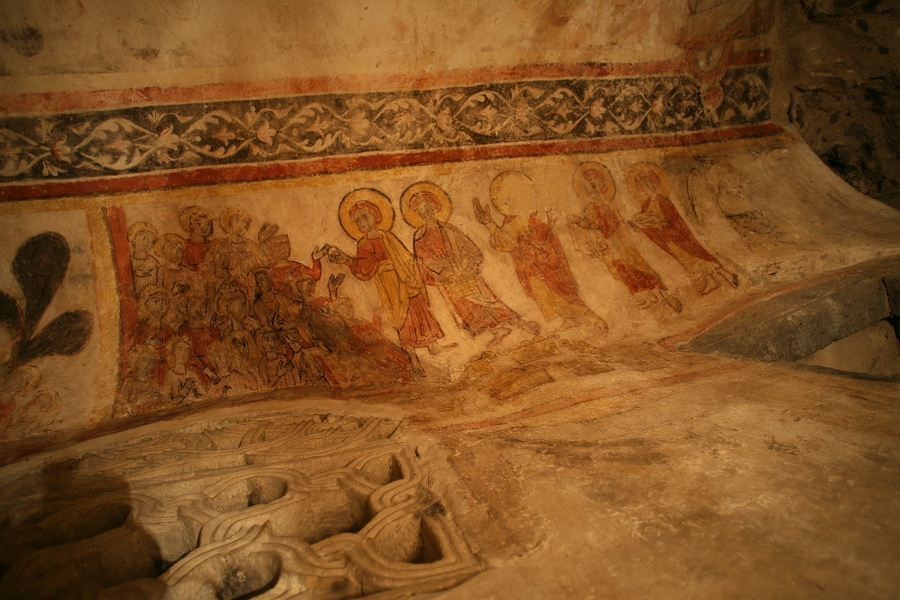
Peintures de la crypte.

Dans la crypte subsistent des peintures antérieures au chantier de la cathédrale gothique (milieu XIIIe s.). Le déambulatoire présente, sur deux registres, dans une facture encore proche de l'art roman, les vestiges de scènes du cycle de la vie de la Vierge Marie (Annonciation, Visitation ou présentation au Temple, adoration des Mages), et de la vie publique du Christ (montée à Jérusalem, prédication, multiplication des pains).

#### Fresque de la sacristie

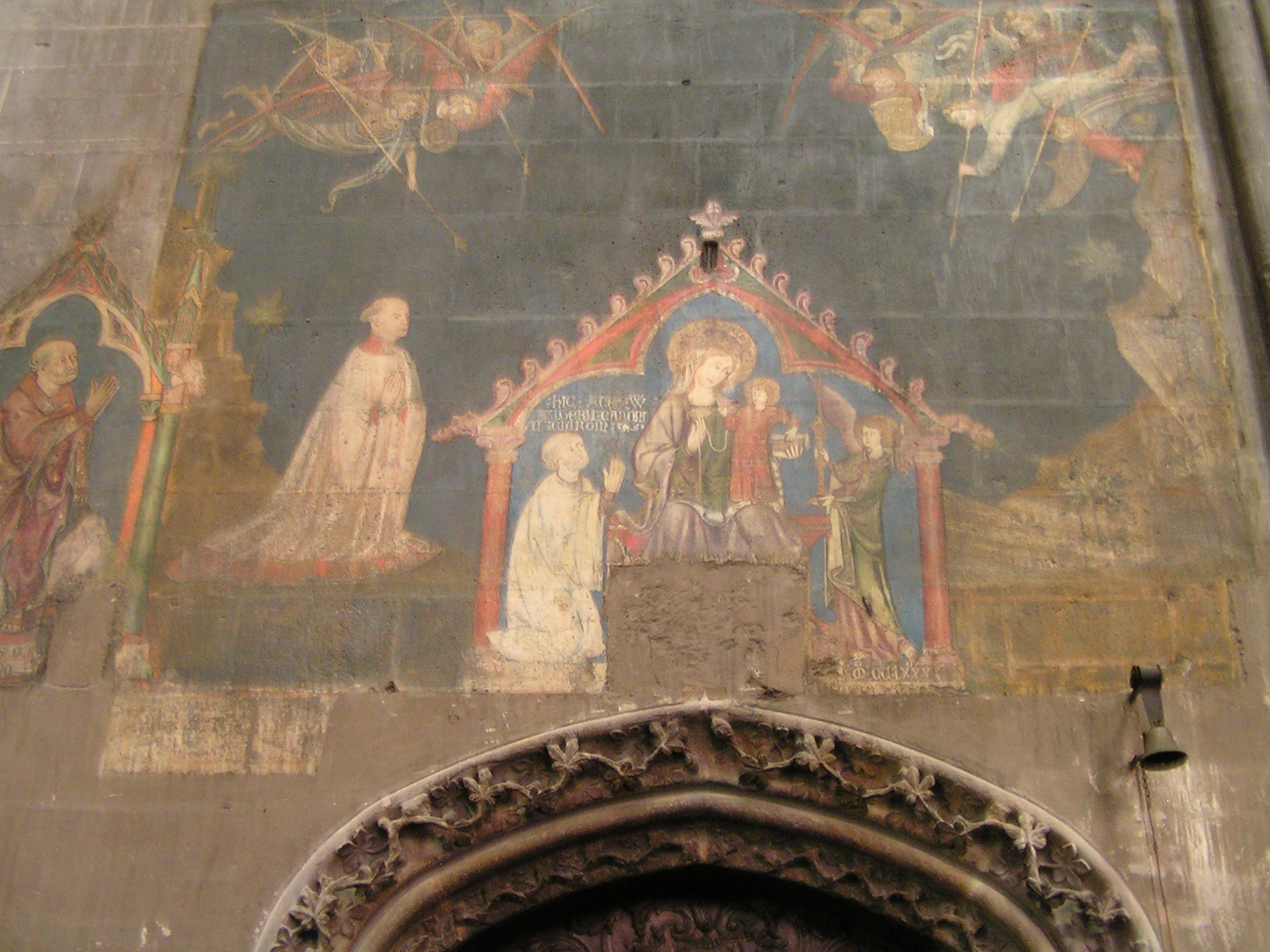
Fresque au-dessus de la sacristie.

Le mur oriental de la sacristie porte une grande peinture à fresque figurant le Calvaire et le mystère de la Rédemption : de part et d'autre du Christ crucifié, la Sainte-Vierge et saint Jean sont figurés dans une attitude de déploration un peu figée (que l'on pourra comparer à celle des statues qui encadrent l'entrée du chœur) ; au-dessus des bras du Christ, deux anges portent le soleil et la lune ; la scène est encadrée par deux villes fortifiées : l'une, portes fermées, représente la Jérusalem terrestre, ou la Synagogue (l'Ancien Testament) , tandis que l'autre, les portes ouvertes, figure la Jérusalem céleste, ou l'Église (le Nouveau Testament) ; la mort du Christ sur la croix permet le passage de l'une à l'autre. La scène est délimitée par une bordure de rinceaux ponctuée de médaillons où alternent anges porteurs de symboles eucharistiques et décors géométriques. Les spécialistes ont relevé dans cette œuvre la subsistance d'influences byzantines, venues à travers la peinture italienne, qui leur permettent de la dater des années 1270-1280.

#### Peintures du déambulatoire
Dans la deuxième travée du déambulatoire, l'orgue de chœur masque la peinture funéraire d'un chanoine, en génuflexion devant une Vierge à l'Enfant ; tournés l'un vers l'autre dans un mouvement plein de tendresse, Jésus et sa Mère se regardent ; à l'arrière-plan, deux anges tendent une riche étoffe à bandes verticales semée d'étoiles ; la scène est encadrée par deux pinacles portant un arc trilobé coiffé d'un gable.

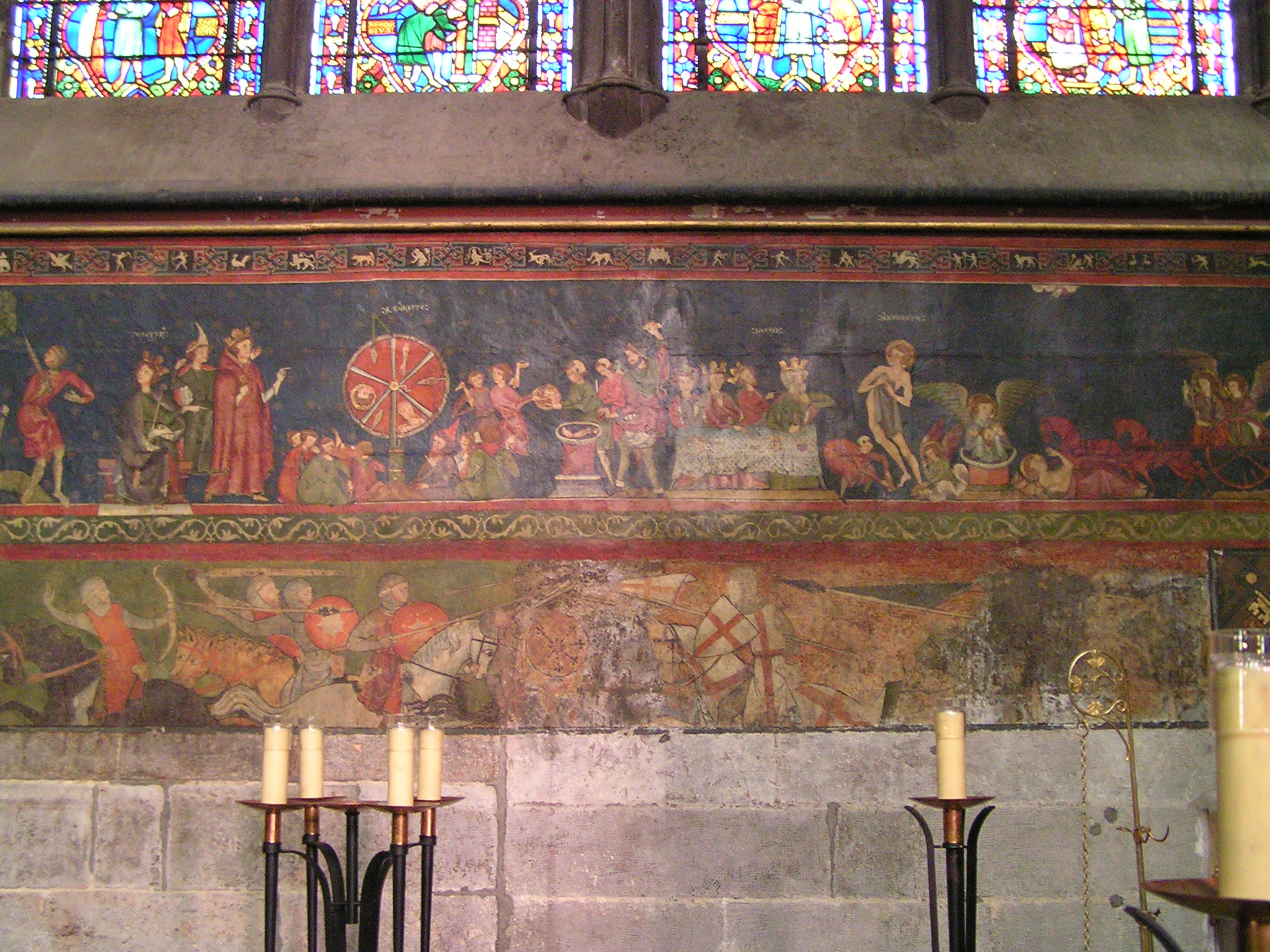
Fresques de la chapelle Saint-Georges.

Dans la chapelle Saint-Georges, on peut distinguer au registre supérieur, scènes du martyre de saint Georges inspirées par sa légende (écartèlement entre deux arbres, supplice de la roue, supplice des brodequins chauffés à rouge). Au registre inférieur, combat équestre où les croisés (identifiables à la croix qui timbre leur bouclier) mettent en fuite et poursuivent des Sarrasins.
Dans la chapelle Sainte-Madeleine, fut mise au jour et restaurée en 1991, une peinture qui s'apparente à celle qui est masquée par l'orgue, notamment par la présence d'anges qui tendent en toile de fond une riche étoffe verte et rouge ; Jésus et sa Mère sont tous deux tournés vers le chanoine en prière, qui les regarde, mais les personnages sont ici plus raides. Le peintre a eu recours à une peinture à l'œuf (reconnaissable aux craquelures), et à des glacis transparents.

## Les orgues

### Historique

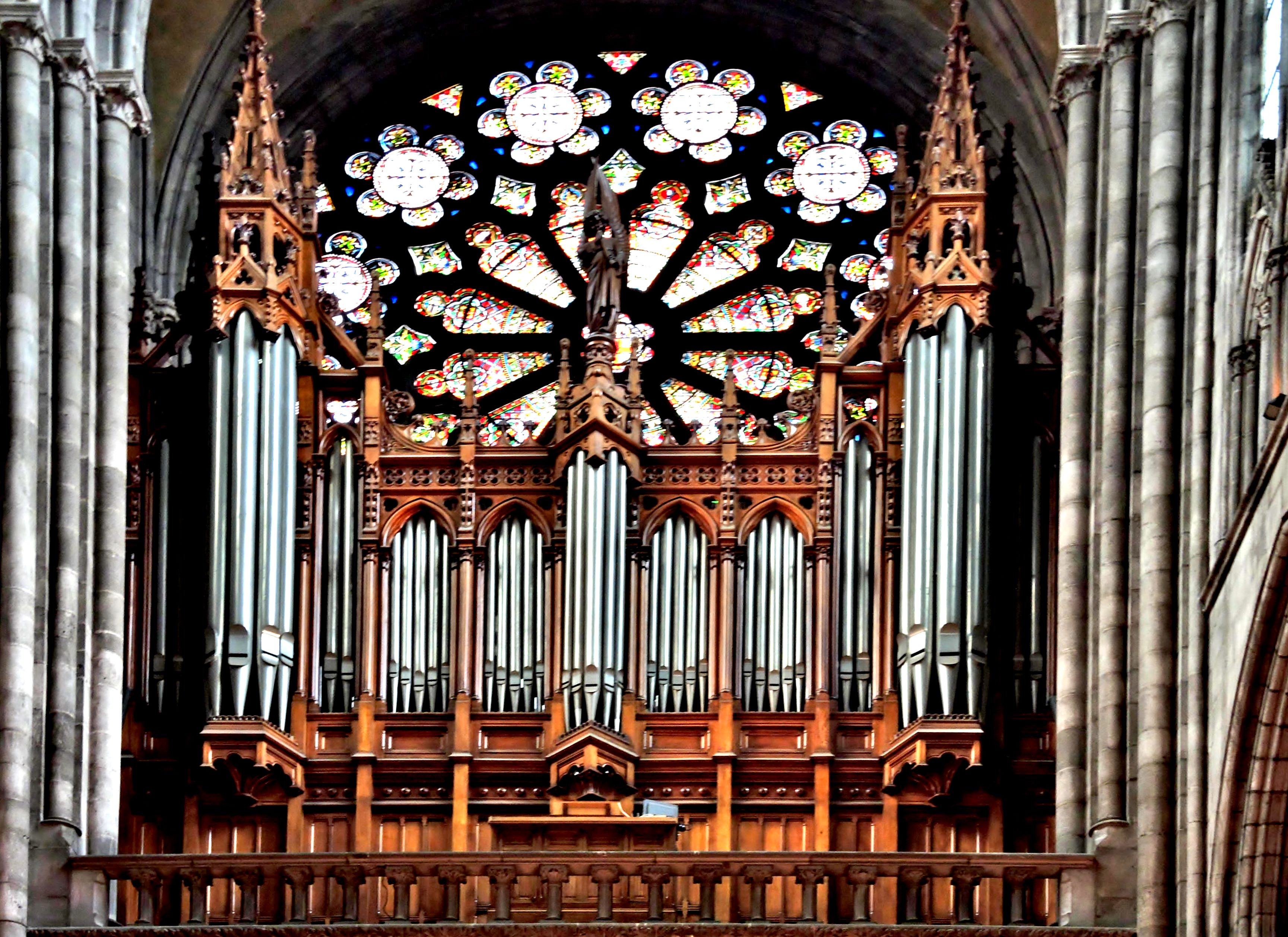
Le grand orgue Merklin.

La cathédrale de Clermont-Ferrand possède un grand orgue et un orgue de chœur, toutes les deux construites par le facteur Joseph Merklin.

### Le grand orgue
Le grand orgue a été construit en 1877, en remplacement d'un orgue Ducroquet dont il réutilise des éléments. Il comporte 42 jeux, répartis sur trois claviers et un pédalier. Modifié plusieurs fois au fil des décennies, l'orgue devenu partiellement néo-classique et classé monument historique a été reconstitué dans sa disposition d'origine, sous la direction de la DRAC et par la manufacture Saby et Olaf Dalsbaek, de 2004 à 2009, à la suite de l'initiative du technicien-conseil Roland Galtier.
Le grand orgue ayant ainsi perdu tous ses apports ultérieurs a été béni lors de la messe du dimanche 23 septembre 2012, avec le concours des organistes titulaires François Clément et Didier Coudert.
Les organistes co-titulaires actuels sont Didier Coudert et Jean-Baptiste Létang.
Composition
| Grand Orgue 56 notes        |
| Montre 16'                  |
| Bourdon 16'                 |
| Montre 8'                   |
| Flûte harmonique 8'         |
| Bourdon 8'                  |
| Salicional 8'               |
| Flûte octaviante 4'         |
| Prestant 4'                 |
| Quinte-Flûte 3'             |
| Fourniture progressive II-V |
| Grand cornet V              |
| Bombarde 16'                |
| Trompette 8'                |
| Clairon 4'                  |

| Positif 56 notes    |
| Principal 8'        |
| Bourdon 8'          |
| Viole de gambe 8'   |
| Gemshorn 8'         |
| Flûte harmonique 4' |
| Doublette 2'        |
| Plein-Jeu IV        |
| Trompette 8'        |
| Clarinette 8'       |
| Clairon 4'          |

| Récit expressif 56 notes |
| Flûte harmonique 8'      |
| Bourdon 8'               |
| Viole de gambe 8'        |
| Voix céleste 8'          |
| Principal 4'             |
| Flûte d'écho 4'          |
| Flageolet 2'             |
| Cornet V                 |
| Trompette 8'             |
| Basson-Hautbois 8'       |
| Voix humaine 8'          |
| 'Trémolo'                |

| Pédale 30 notes |
| Contrebasse 16' |
| Soubasse 16'    |
| Octave basse 8' |
| Bourdon 8'      |
| Flûte 4'        |
| Bombarde 16'    |
| Trompette 8'    |
| Clairon 4'      |

#### L'orgue de chœur
Un premier orgue de chœur avait déjà été construit par la manufacture Merklin-Schütze, en 1856. En 1887, Merklin construisit un nouvel orgue de chœur en conservant toutefois l'ancien buffet. L'ancienne partie instrumentale de 1856 intégra un nouveau buffet à la tribune de l'église Saint-Pierre-des-Minimes de Clermont-Ferrand.
L'actuel orgue de chœur de la cathédrale, de 17 jeux répartis sur deux claviers et un pédalier, restauré en 2010 par la manufacture Simon, fut l'un des premiers instruments français à employer une transmission électro-mécanique (système « Schmoele & Mols »).
Composition
| Grand-Orgue 56 notes |
| Bourdon 16'          |
| Montre 8'            |
| Bourdon 8'           |
| Flûte harmonique 8'  |
| Prestant 4'          |
| Plein Jeu III        |
| Trompette 8'         |
| Clairon 4'           |

| Récit expressif 56 notes |
| Flûte harmonique 8'      |
| Bourdon 8'               |
| Gambe 8'                 |
| Voix céleste 8'          |
| Flûte traversière 4'     |
| Basson-Hautbois 8'       |

| Pédale 30 notes |
| Soubasse 16'    |
| Bourdon 8'      |
| Basse (GO) 8'   |

### Organistes célèbres

#### Aloÿs Claussmann (1873-1926)
Né en Alsace en 1850, il s'installe à Clermont-Ferrand en 1873, après avoir été diplômé de l'École Niedermeyer.
En 1888, il devient titulaire de l'orgue de la cathédrale, et fonde en 1909 le conservatoire de Clermont-Ferrand.
Excellent pianiste, influencé par César Franck, il a composé plus de 500 œuvres musicales.

#### Jean-Philippe Rameau

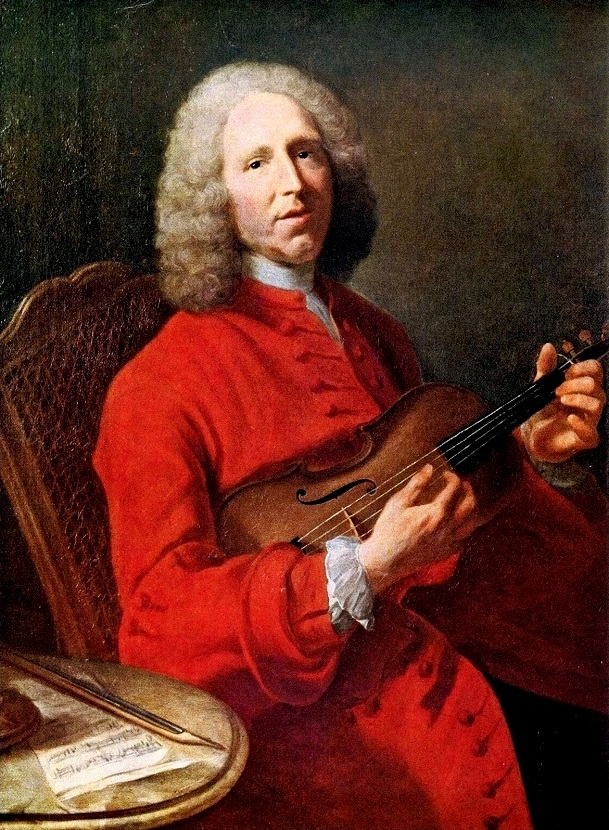
Rameau en 1728, peinture attribuée à Joseph Aved.

Le célèbre compositeur Jean-Philippe Rameau (1683-1764) fut organiste de la cathédrale de Clermont de 1702 à 1706, puis de 1715 à 1723, période pendant laquelle sont probablement composés ses motets et ses premières cantates ainsi que rassemblées les idées qui donnent lieu à la publication en 1722 de son Traité de l'harmonie réduite à ses principes naturels. Le frontispice de l'ouvrage le désigne comme « organiste de la cathédrale de Clermont ». Contrairement à plusieurs de ses collègues organistes, il n'a laissé aucune composition pour l'orgue.
Ce traité fondamental, qui pose Rameau comme musicien savant, il y réfléchit en fait depuis sa jeunesse. Il suscite de nombreux échos dans les milieux scientifiques et musicaux, en France et au-delà des frontières.

## Jacquemart

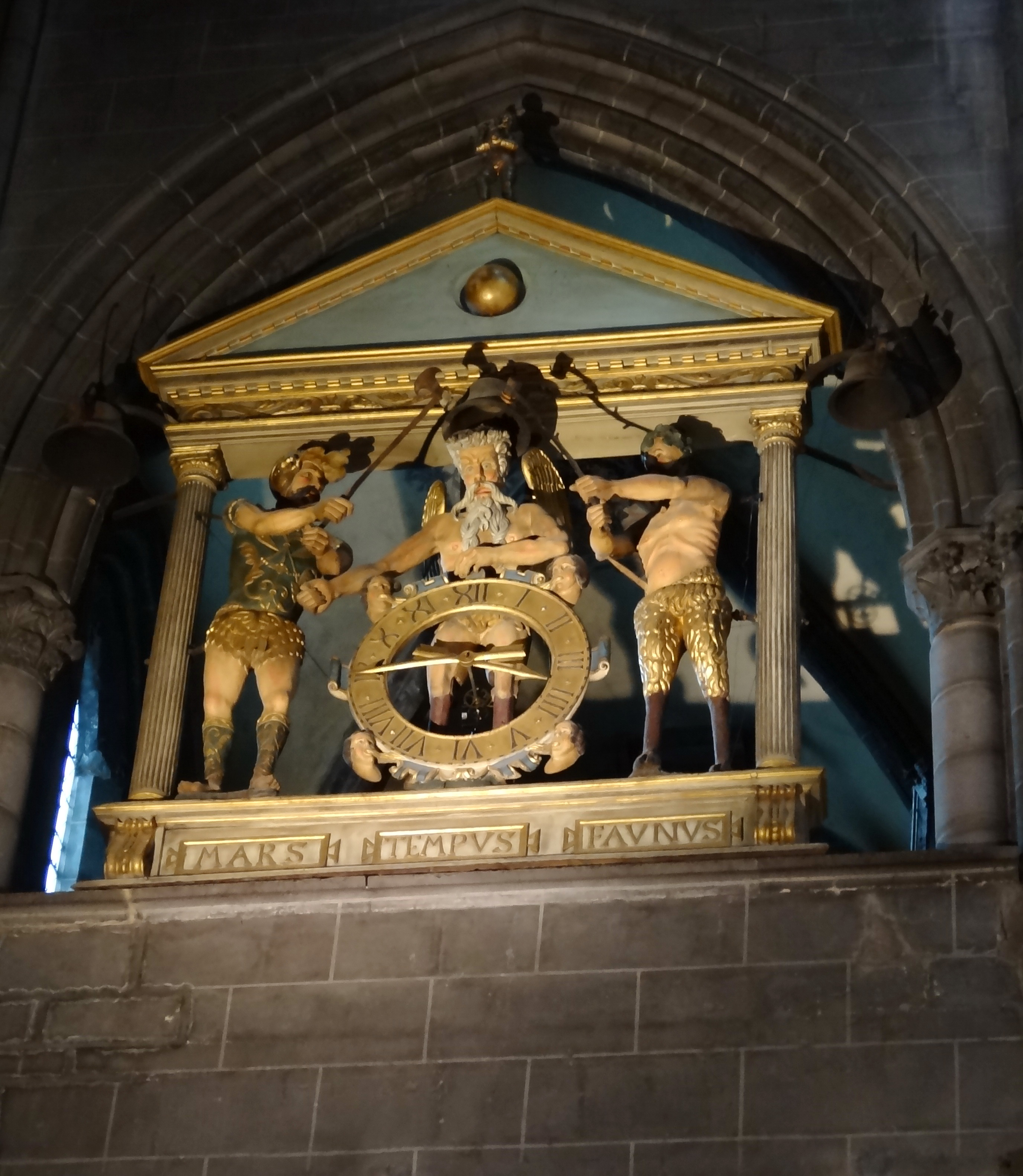
Jaquemart du XVIe siècle.

On l’entend sonner tous les quarts d’heures et l’on peut voir ses personnages se déplacer pour frapper à chaque heure un timbre placé au centre. C’est une horloge à automates du XVIe siècle en bois doré, transférée en 1577 depuis un monastère de la ville assiégée d'Issoire.
Ce jacquemart est placé dans le transept, près du portail nord. L’un de ses timbres porte la date de 1527 qui fut probablement celle de son exécution. Lorsque, enlevé à Issoire, il fut acheté par la ville de Clermont, celle-ci l’installa dans l’église de Saint-Genès jusqu’à sa fermeture en 1794. L’horloge fut alors transportée dans la cathédrale. L’ensemble comprend trois grandes statues de 1,70 m de haut. La figure du milieu représente le Temps : c’est un vieillard muni d’une longue barbe. Il est affublé d’ailes non déployées signifiant à la fois la fuite du temps et la fixité dans la mesure où ces ailes sont semi-ouvertes. Le Temps soutient un cadran sur lequel se déplacent les aiguilles en forme de flèches symbolisant la blessure formée par les heures qui disparaissent.
Le Temps est encadré de deux automates qui frappent alternativement les heures sur la cloche placée devant la tête du Temps. Les jambes des deux personnages restent immobiles tandis que les torses auxquels sont attachés les bras et les marteaux se déplacent en direction du Temps. Les deux automates représentent Mars et Faunus.
Il se peut que Mars et Faunus aient, à l’origine, sonné également les quarts d’heure en se tournant sur le côté. On suppose aussi que des carillons retentissaient à l’heure de l’Angélus. Mais durant ses pérégrinations d’Issoire à Clermont, puis de Saint-Genès à la cathédrale, l’horloge a subi des transformations qui ont simplifié son mécanisme.

## Événements historiques

### Un mariage royal: Philippe III le Hardi et Isabelle d'Aragon

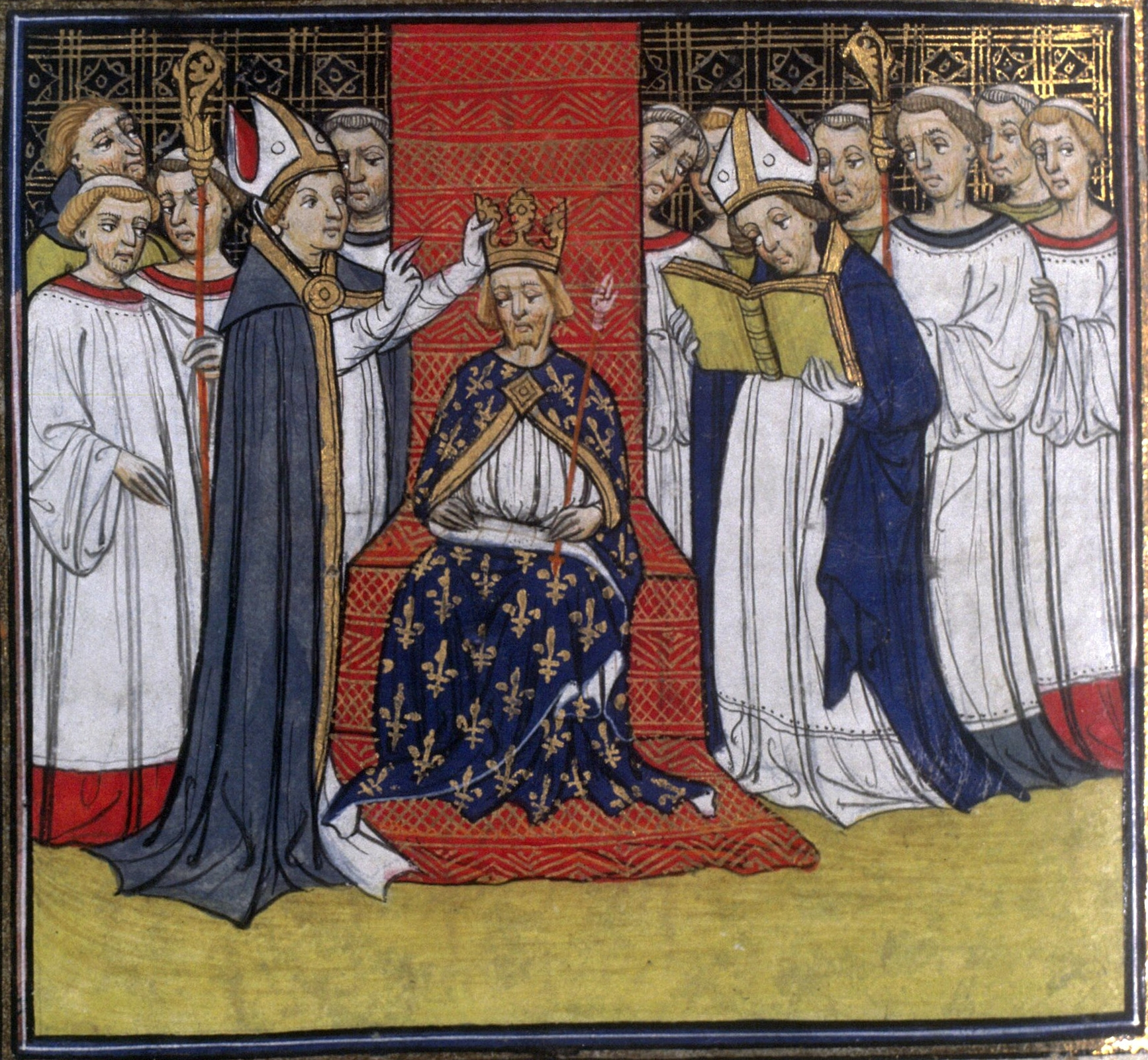
Philippe III dit le Hardi.

Le 28 mai 1262, Clermont connaissait l’un des plus prestigieux événements de son histoire : le mariage du futur Philippe le Hardi, fils aîné de Saint Louis, avec Isabelle d’Aragon, fille de Jacques Ier, roi d’Aragon, en présence des monarques, de presque toute la noblesse du royaume et de nombreux prélats.
C’était la deuxième fois que le roi, Louis IX (canonisé en 1297), honorait Clermont d’une visite. Le 14 avril 1254, revenant de terre sainte, après une absence de six ans, il s’y était arrêté trois jours, reçu par son frère Alphonse, comte de Poitou et d’Auvergne. La ville acquit, à cette occasion, plusieurs reliques précieuses en cadeau, mais dut verser au roi et à sa cour, cent vingt livres et cent sous tournois. Huit ans plus tard, le roi de France revenait à Clermont pour célébrer, le jour de la Pentecôte, les noces de son fils.
Pourquoi Clermont ? Parce que la ville offrait, par sa position géographique, un intermédiaire naturel entre Paris et la Couronne d’Aragon.
La construction de la cathédrale gothique avait débuté en 1248. Les murs commençant à peine à s’élever en 1262, il est vraisemblable, selon les historiens, que les noces eurent lieu dans la première cathédrale romane.
Le roi pieux, qui fonda et bâtit en France un nombre considérable d’églises et d’abbayes, s’empressa de donner douze mille livres, soit une somme égale à celle qu’il donnait en dot à ses filles, pour l’achèvement de l’édifice.
Il semble que le roi ait également fait le don des splendides vitraux du chœur (la présence des armes de France et de Castille sur les verrières des chapelles placées derrière le maître-autel en attesteraient), provenant, probablement, de l’atelier qui avait réalisé ceux de la Sainte-Chapelle de Paris.
Les noces furent suivies de multiples réjouissances, dont, malheureusement, aucun chroniqueur de l’époque ne rendit compte. On sait seulement que le mariage ne fut pas longtemps heureux. La princesse, devenue reine, mourut en janvier 1271, des suites d’une chute de cheval. Elle avait eu le temps de mettre au monde, en 1268, celui qui devint le roi Philippe le Bel.

## Figures historiques

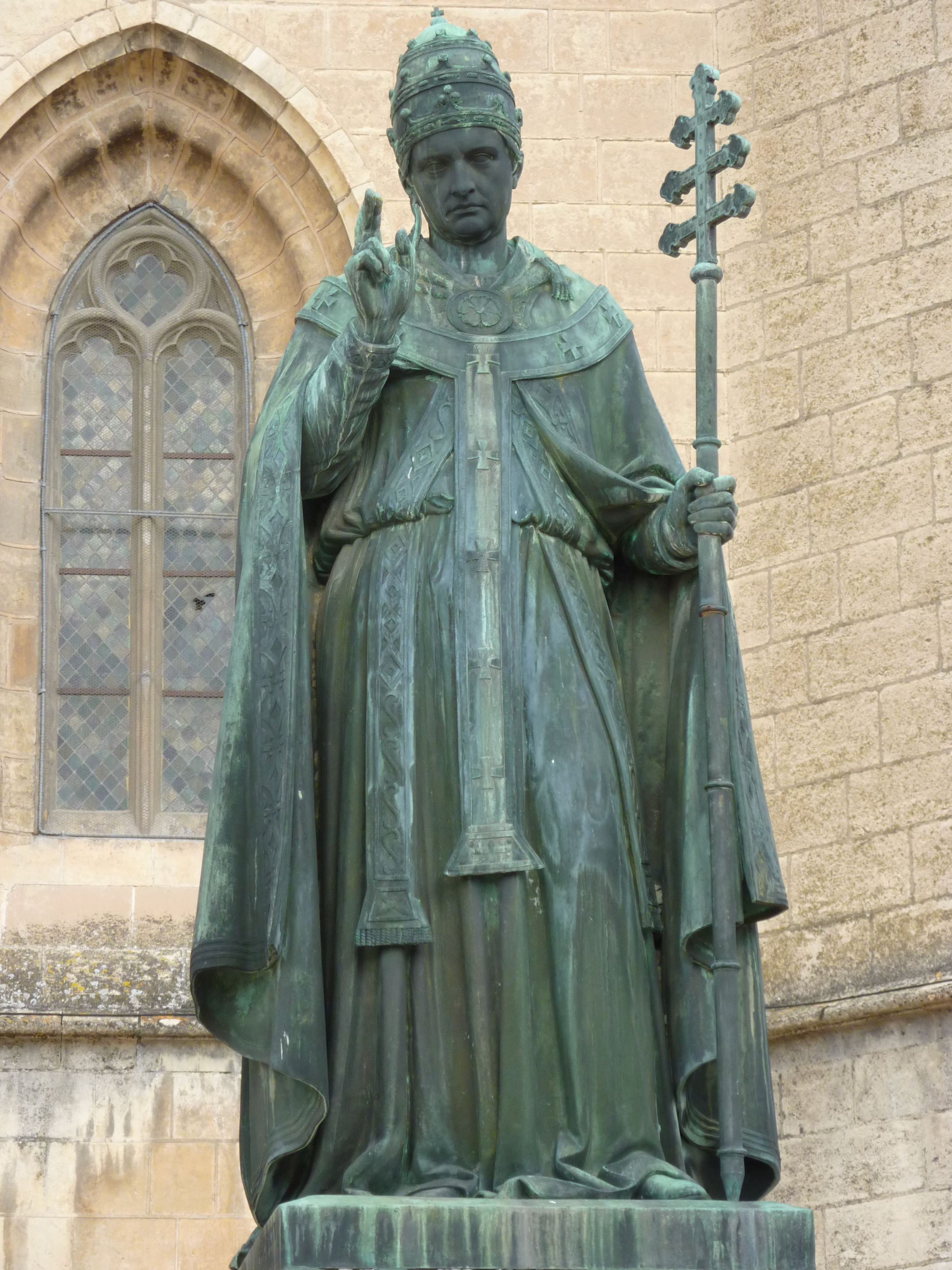
Urbain V, un pape rancunier.

### Urbain V
Au milieu du XIVe siècle, l'évêque de Clermont partage avec le chapitre un pouvoir considérable : de nombreux seigneurs puissants viennent lui rendre hommage, et lui reconnaissent un pouvoir temporel et spirituel, à tel point que le chapitre des chanoines n'a de comptes à rendre qu'au siège romain. C'est dans ce contexte qu'a lieu une lutte de préséance entre Guillaume Grimoard de Grizac, official de l'évêque Pierre d'André, et Gilbert de Chalencon, chanoine de Clermont. Ce dernier, dans un accès de colère, bouscule l'official, qui lui indique qu'il s'en repentira. Gilbert de Chalencon, fier et sûr de son pouvoir, lui rétorqua : « Quand vous serez pape, vengez-vous ! ». Guillaume de Grimoard devint effectivement pape sous le nom d'Urbain V. Se souvenant de l'outrage du chanoine clermontois, il lui retira tous ses bénéfices.

### Charles II de Bourbon (1476-1488)
Fils de Charles Ier de Bourbon (1401-1456) et d'Agnès de Bourgogne (1407-1476), né à Moulins, il est proposé au poste d'archevêque de Lyon à l'âge de 11 ans. Le pape Eugène IV s'y opposant, il poursuit une carrière politique d'homme de cour près du roi Louis XI comme ambassadeur, puis comme légat du pape en Avignon. Au cœur d'un conflit entre le pape et le roi, il perd son poste, et reçoit l'évêché de Clermont, avec le titre de cardinal.
Seigneur de plusieurs fiefs en Auvergne, duc de Bourbon et d'Auvergne, il dut également renoncer à cette charge au profit de son frère.

### Jacques d'Amboise (1504-1516)
L'évêché de Clermont étant devenu vacant, à la fin de l'année 1504, Louis XII y nomme Jacques d'Amboise.
Le nouvel évêque, ancien abbé de Cluny, reçoit dès 1506 de son frère, le cardinal-légat Georges, le pouvoir de visiter tous les établissements religieux de son diocèse et de les réformer, d'où des conflits avec plusieurs communautés religieuses farouchement attachées à leur privilège d'exemption de la juridiction épiscopale.
À Clermont, Jacques d'Amboise s'illustre par plusieurs réalisations artistiques et architecturales. Il y fait achever la cathédrale, dont il fait aussi remplacer la toiture de tuiles par une couverture de plomb entre 1507 et 1512. Il dote l'édifice d'une grande tenture de chœur dont quatre pièces se trouvent aujourd'hui à Saint-Pétersbourg, et pourvoit richement la bibliothèque épiscopale.
Il fait également édifier en 1515 à Clermont la fontaine qui porte ses armes et son nom. Un projet de façade gothique flamboyant fut refusé par le chapitre car son coût était trop élevé.

### François de la Rochefoucauld (1585-1609)

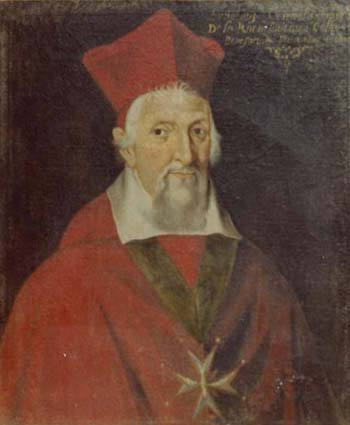
François de La Rochefoucauld.

Né à Paris en 1558, il commence sa carrière de grand prélat à 27 ans, après avoir fait des études au collège de Clermont chez les Jésuites, et avoir été abbé de Tournus.
Nommé par Henri III, il s'investira beaucoup dans la vie de son diocèse, tout en étant un proche conseiller d'Henri IV. Le roi le nomme commandeur dans l'ordre du Saint-Esprit et lui donne l'abbaye Saint-Mesmin de Micy en 1598.
Homme de grande culture, autant monarchiste que catholique et par ailleurs très engagé dans les efforts de réforme du clergé français, comme le demande le concile de Trente, il a une grande influence au sein de l’épiscopat français. Aussi, Henri IV, souhaitant le proposer comme modèle au haut clergé, pétitionne le pape Paul V pour qu’il soit fait cardinal.
Le 10 septembre 1607, François de la Rochefoucauld est créé cardinal.
Pour avoir son conseiller plus près de lui, Henri IV fait transférer (en 1610) l’évêque de Clermont au siège de Senlis.

### Jean-Baptiste Massillon (1717-1742)

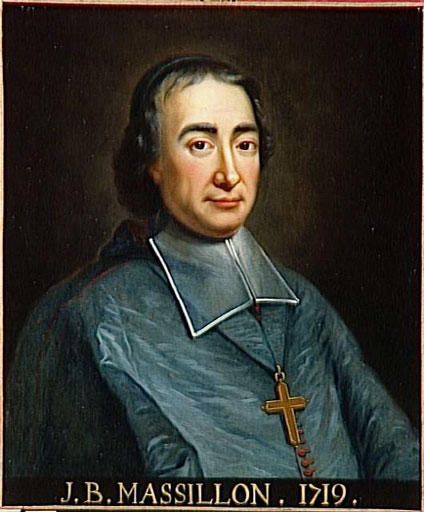
Jean-Baptiste Massillon, évêque de Clermont.

Jean-Baptiste Massillon, né le 24 juin 1663 à Hyères, devient évêque de Clermont en 1717, jusqu'à sa mort en 1742.
Il fut élu membre de l’Académie française en 1718, en remplacement de l'abbé de Louvois. Mais il ne s'y rendit qu'une seule fois, le 23 février 1719, jour de sa réception, préférant rester près de ses fidèles dans son diocèse.
En 1718, il prêcha les sermons du Petit carême devant Louis XV, alors âgé de 8 ans.
Très apprécié dans son diocèse, il ne retourna à Paris qu’une seule fois, en 1722, pour prononcer en l'abbatiale de Saint-Denis l’oraison funèbre de la princesse Palatine, mère du Régent.
Au XVIIIe siècle, il fut souvent comparé à Bourdaloue et Bossuet. Ses sermons connurent de nombreuses éditions et ses Œuvres complètes furent plusieurs fois publiées au cours du XIXe siècle.
Voltaire, qui se faisait lire Le Petit carême pendant ses repas, disait de lui :

« Le prédicateur qui a le mieux connu le monde ; plus fleuri que Bourdaloue, plus agréable, et dont l’éloquence sent l’homme de cour, l’académicien, et l’homme d’esprit ; de plus, philosophe modéré et tolérant. »

— Voltaire, Catalogue de la plupart des écrivains français qui ont paru dans le Siècle de Louis XIV, pour servir à l’histoire littéraire de ce temps in Le siècle de Louis XIV, 1751

## Lieu de culte catholique

### D'évêché à archevêché
En 2002, Hippolyte Simon, vice-président de la conférence des évêques de France de 2007 à 2013, est élevé à la dignité d'archevêque métropolitain de Clermont le 16 décembre 2002, à la suite du redécoupage des provinces ecclésiastiques en France et reçoit le pallium des mains de Jean-Paul II à Rome le 30 juin 2003.

## Galerie

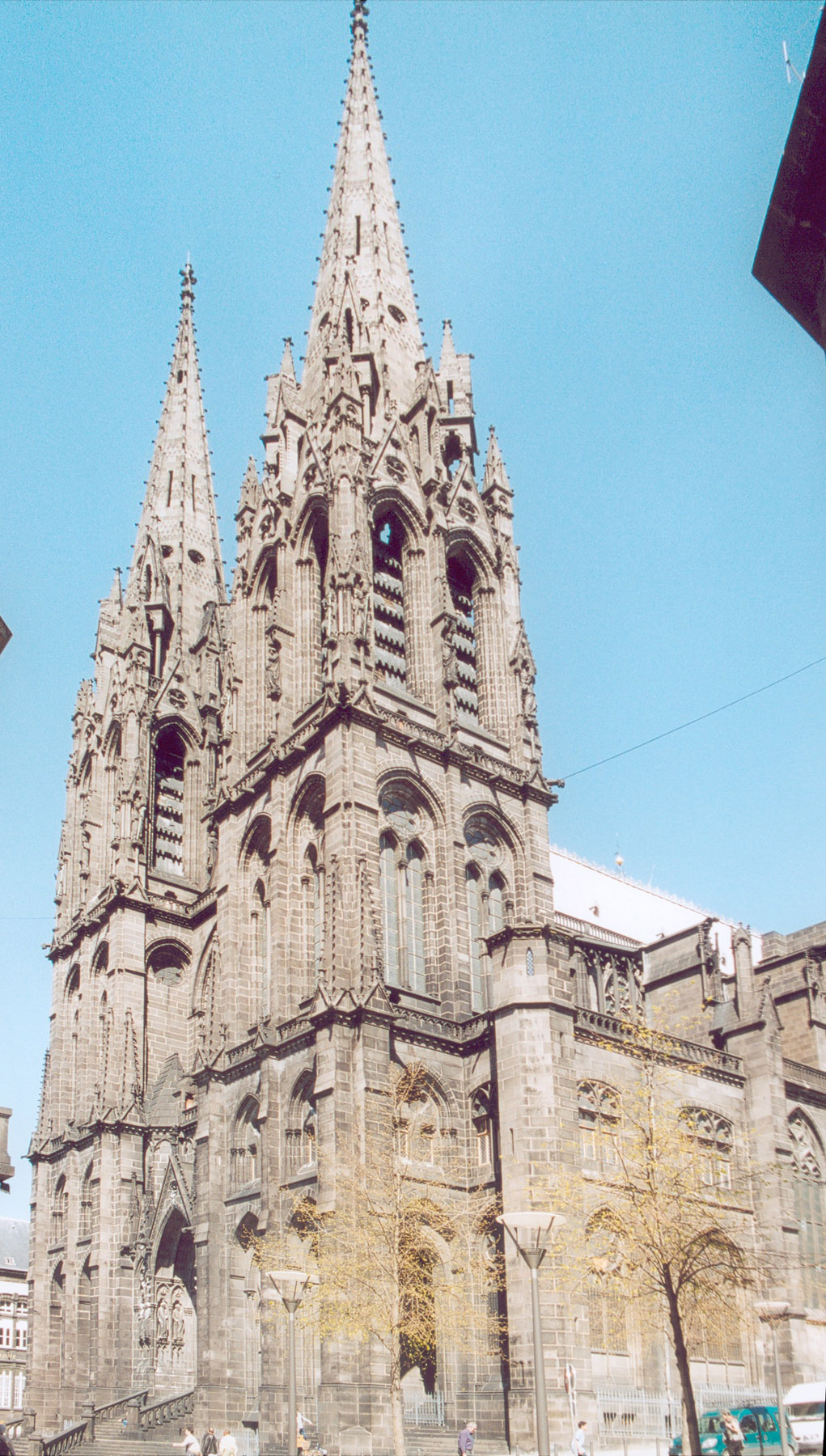
Vue de la rue des Chaussetiers.
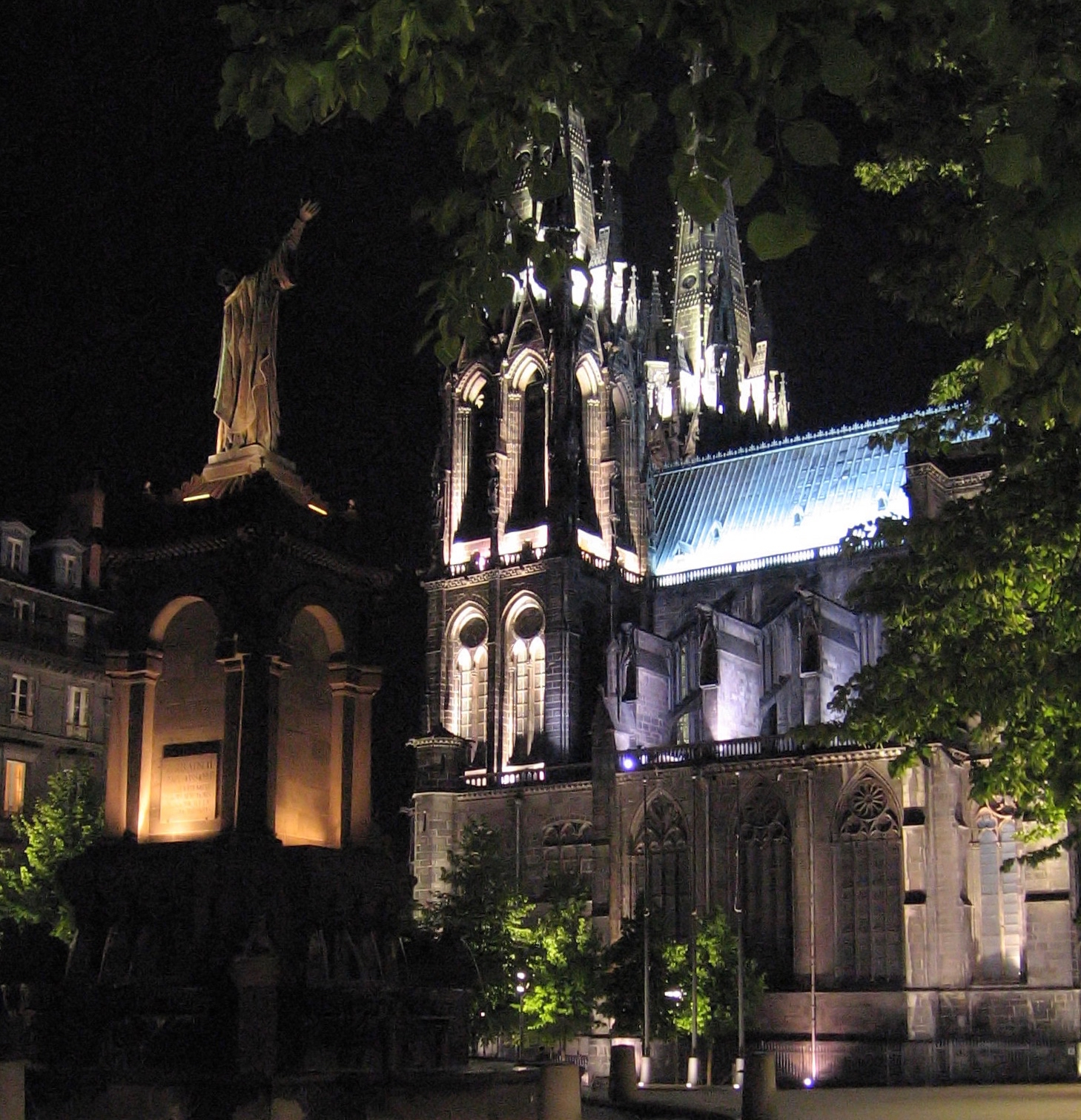
Cathédrale et statue d'Urbain II de nuit.
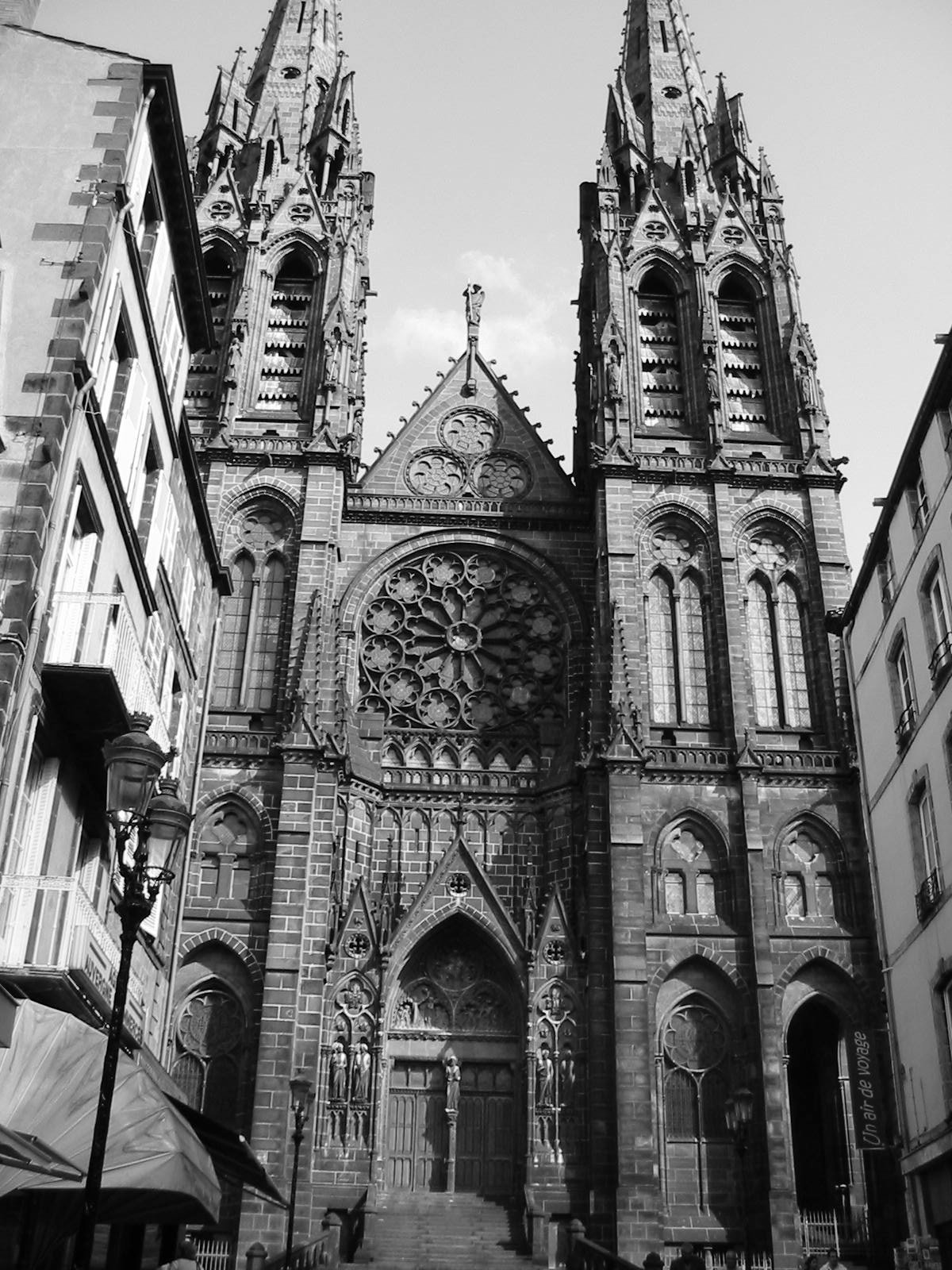
Façade de la cathédrale.
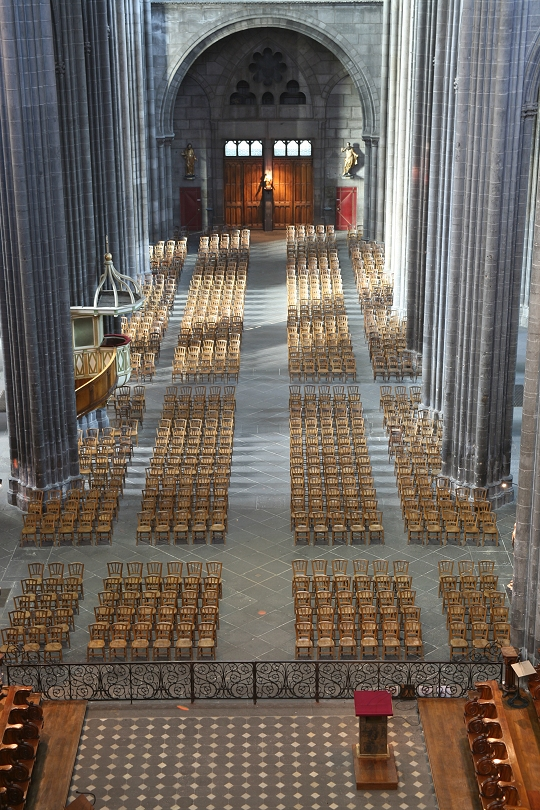
Nef de la cathédrale.
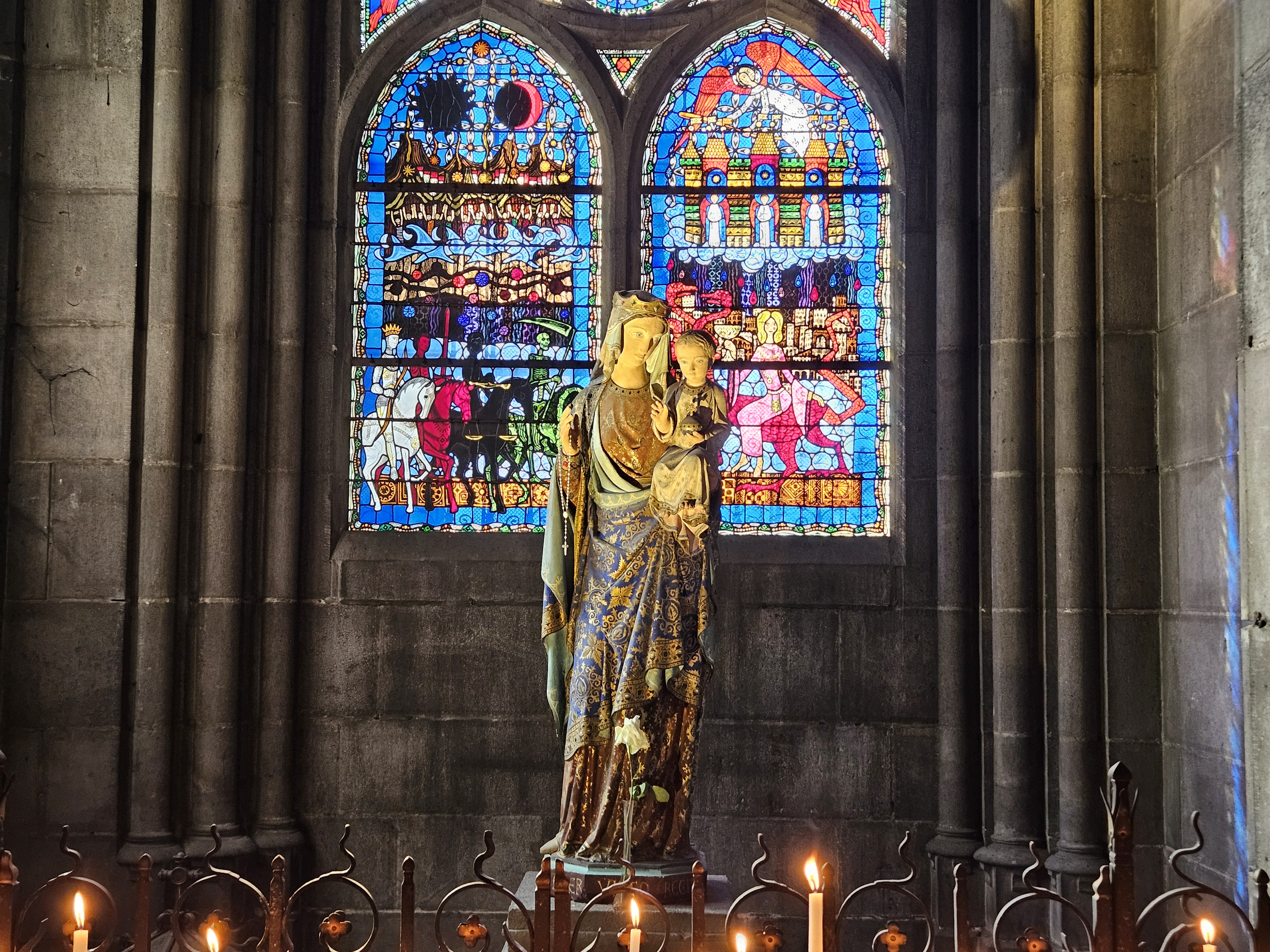
Notre-Dame de Grâce par Pierre-Marie Froget
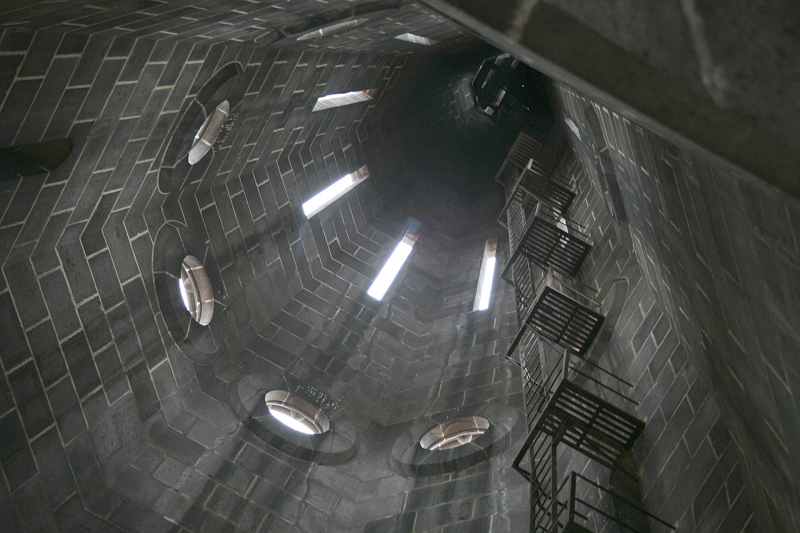
Intérieur de la flèche Sud.
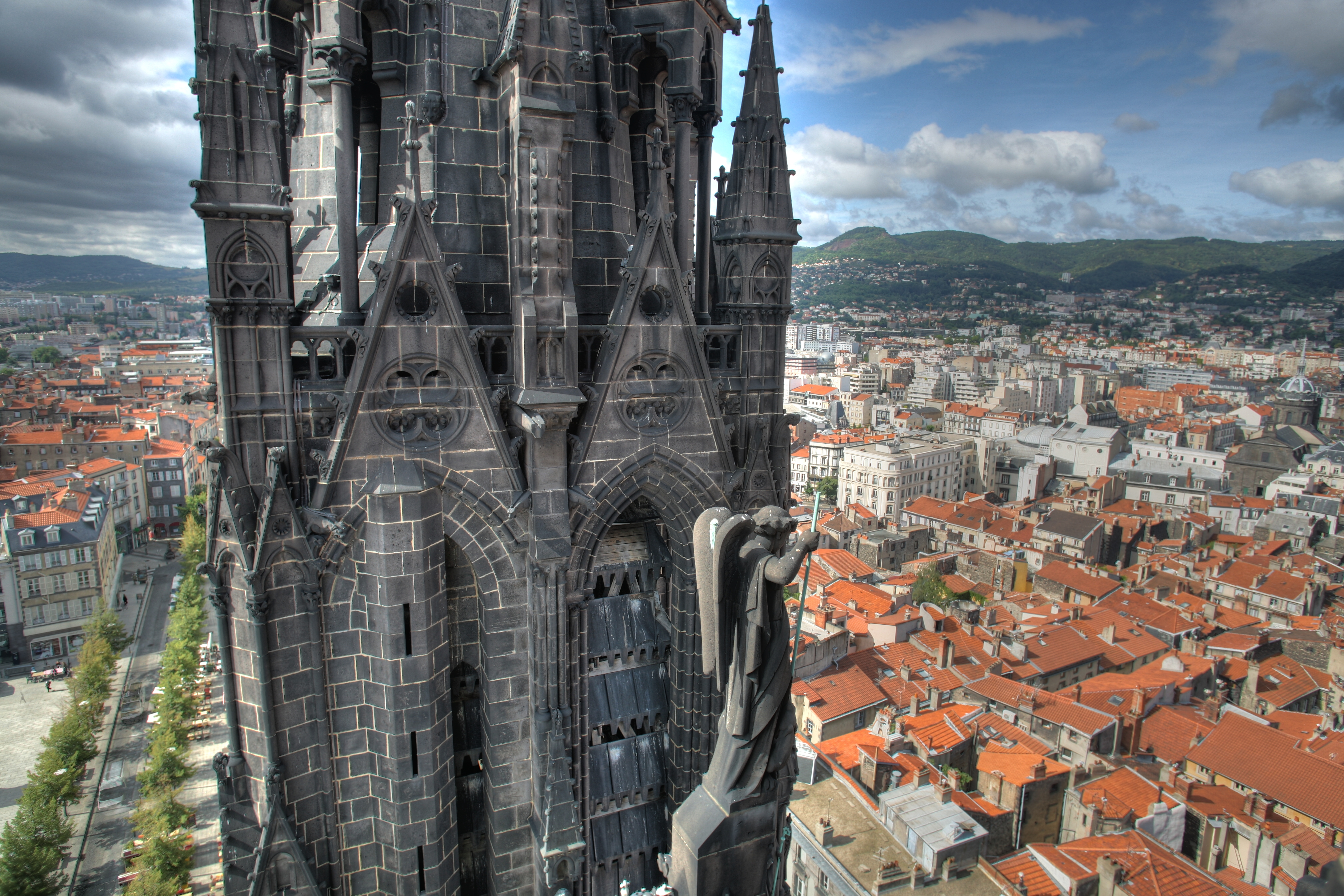
Extérieur de la flèche Sud.
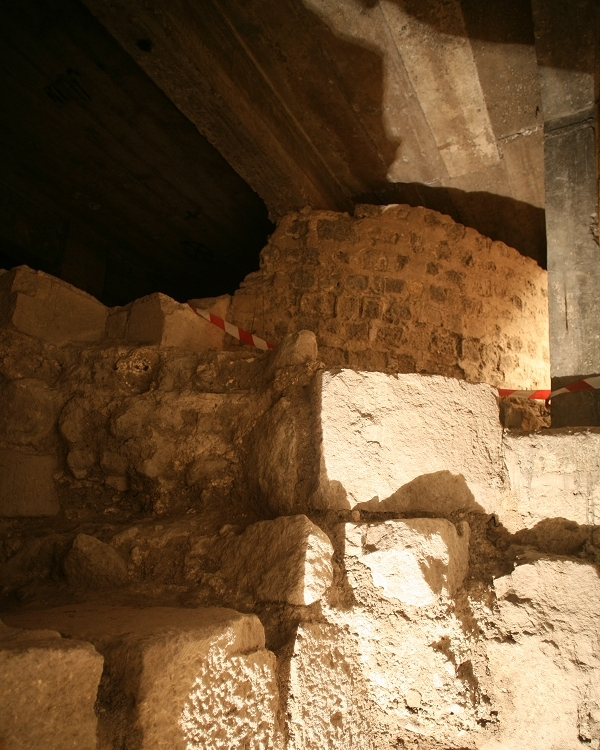
Murs de soutènements de l'ancien chœur, piliers et dalle béton du nouveau chœur.
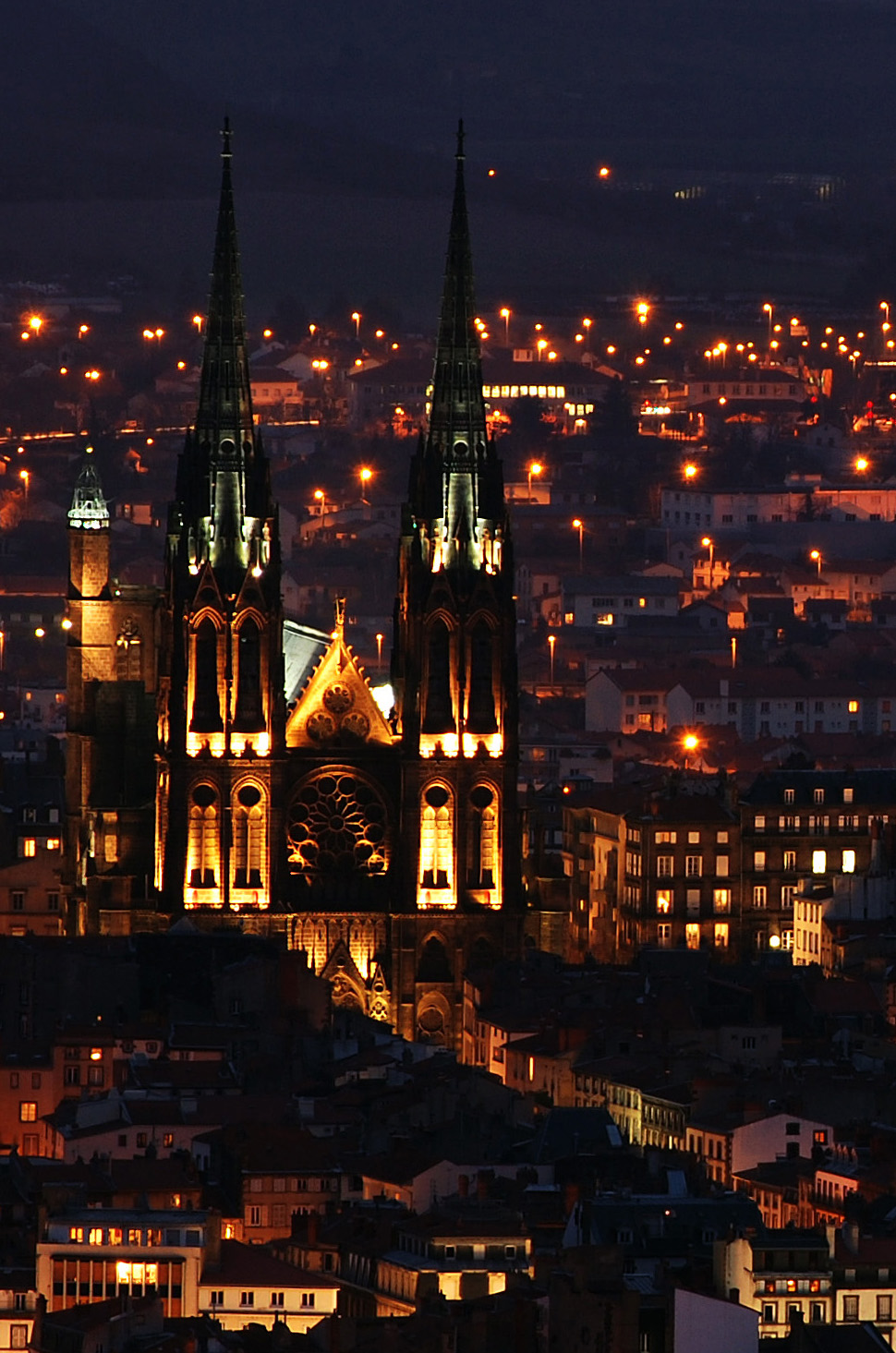
Vue de la cathédrale Notre-Dame-de-l'Assomption depuis la D 941.